# 피렌체
피렌체(이탈리아어: Firenze, 영어: Florence 플로렌스[*], 문화어: 피렌쩨)는 이탈리아 중부 토스카나주의 주도이다. 피렌체현의 현청 소재지이며, 인구는 38만명이고 근교의 인구까지 합치면 총 약 150만명이다. 토스카나 주에서 가장 인구가 많은 도시이기도 하다. 피렌체는 아르노 강변에 위치해 있으며 역사상 중세, 르네상스 시대에는 건축과 예술로 유명한 곳이었다. 중세 유럽의 무역과 금융의 중심지였으며 종종 이탈리아 르네상스의 본고장으로 불리기도 한다. 오랜 세월 동안 메디치 가문이 다스렸고, 1865년에서 1870년까지는 이탈리아 왕국의 수도였다. 매년 수백만이 넘는 관광객들을 끌어모으고 있으며, 1982년에는 유네스코 세계 유산으로 선정되었다.

## 역사

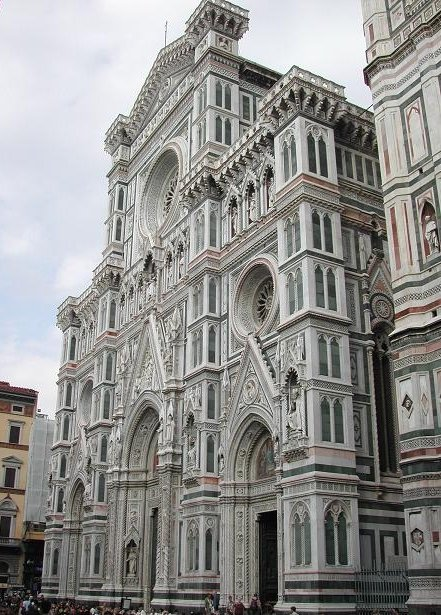
피렌체 대성당의 파사드

피렌체는 로마의 도시로 기원을 하였으며, 번영한 무역업과 중세시대 코무네 금융업의 중심지로서 오랜 세월을 보낸 후, 이탈리아 르네상스의 탄생지가 되었다. 브리태니커 백과사전에 따르면, 피렌체는 14세기에서 16세기 사이 유럽과 전세계의 도시들 중에서 정치적, 경제적, 문화적으로 가장 핵심 도시 중 하나라고 말한다.
14세기 이 곳에서 통하던 언어는 이탈리아어이다. 이탈리아 문학 황금기의 대부분의 모든 작가들과 시인들은 다른 지역의 방언들을 제치고 피렌체 방언을 문학 언어로서 채택을 결정적으로 이끌어냄으로써 현재 이탈리아어의 체계는 피렌체와 관련이 있다.
중세 시대를 시작으로, 피렌체의 자본(황금으로 된 플로린)은 영국에서 브뤼허, 리옹, 헝가리에 이르는 유럽 전역의 경제 발전에 자금을 댔다. 피렌체 은행가들은 백년 전쟁 동안에 잉글랜드 왕에게 자본을 대기도 하였고, 마찬가지로 아비뇽 수도 건설과 로마로 귀환 후, 로마의 재건과 사업등 교황청에게도 마찬가지였다.
피렌체는 이탈리아 귀족 역사상 가장 중요한 귀족 가문인 메디치 가문의 고향이기도 하다. 로렌초 데 메디치는 15세기 후반 이탈리아의 정치적 문화적 마스터 마인드로 뽑힌다. 메디치 가문은 두 명의 교황을 배출해내기도 했는데, 이들은 16세기 초의 교황 레오 10세와 교황 클레멘스 7세이다. 카테리나 데 메디치는 프랑스 국왕 앙리 2세와 혼인하였으며, 1559년에 그가 사망한 후, 프랑스의 섭정으로서 군림했다. 메디치 가문은 1569년 코시모 1세 데 메디치를 시작으로 토스카나 대공으로 군림했으며, 1737년 잔 가스토네 데 메디치의 사망으로 막을 내렸다.

### 로마 기원기
에트루리아인들은 기원전 200년 피에솔레(라틴어로는 파이술라이[Faesulae] )의 정착지로서 소규모의 정착지를 세웠으나, 로마의 평민파들이 지원을 한 보복으로 루키우스 코르넬리우스 술라가 기원전 80년에 파괴시켰다. 오늘날의 피렌체는 기원전 59년에 율리우스 카이사르가 그의 베테랑 병사들을 위한 정착지로서 건설하였고 본래는 플루엔티아(Fluentia)라는 이름이 붙었으나, 이곳이 두 강 사이에 지어져 나중에 플로렌티아(Florentia, 흐름)라 바뀌게 되었다. 이곳은 현재의 레푸블리카 광장이 교차되는 카르도, 데쿠마누스로 된 주요 거리에 있는 군영 형식으로 지어졌다. 로마와 북방 사이에 있는 주요 길인 카시아 가도에 위치해있었고, 아르노의 비옥한 계곡에 있어, 이 정착지는 빠르게 중요한 상업 중심지가 되어갔다.
몇 세기가 지나, 플루렌티아는 동고트인들의 지배라는 격동의 시기를 겪었고, 이 기간에 동고트인들과 비잔티움 사이에 전쟁 문제를 자주 맞이했으며, 이는 대략 1,000명의 인구 감소를 야기했다. 평화는 6세기 랑고바르드족 통치 시에 비로소 돌아왔다. 피렌체는 774년 샤를마뉴에게 정복되었고 루카를 수도로 하는 토스카나 공국의 일부가 되었다. 인구는 다시 성장하고 상업이 번영하기 시작했다.

### 1000년대 이후
우고(Ugo) 변경백은 서기 1000년에 피렌체를 루카를 대신한 그의 거주지로 택하였다. 피렌체 미술의 황금기가 이 무렵에 시작되었다. 1013년에 산 미니아토 교회(Basilica di San Miniato al Monte) 건설이 시작되었다. 산 조반니 세례당의 외부는 1059년과 1128년 사이 로마네스크 양식으로 재건축되었다. 이 기간은 또한 피렌체의 옛 강력한 경쟁 상대인 피사가 쇠퇴한 시기(제노바에게 패배하고 1406년에 피렌체의 지배하에 놓임)이기도 하며, 자노 델라 벨라(Giano della Bella)가 이끈 반귀족주의 운동에 따른 전문 상업계가 선도한 힘의 성장이 이뤄져, 그 결과로 오르디나멘티 디 주스티치아가 세워졌다.

### 메디치 가문의 부흥

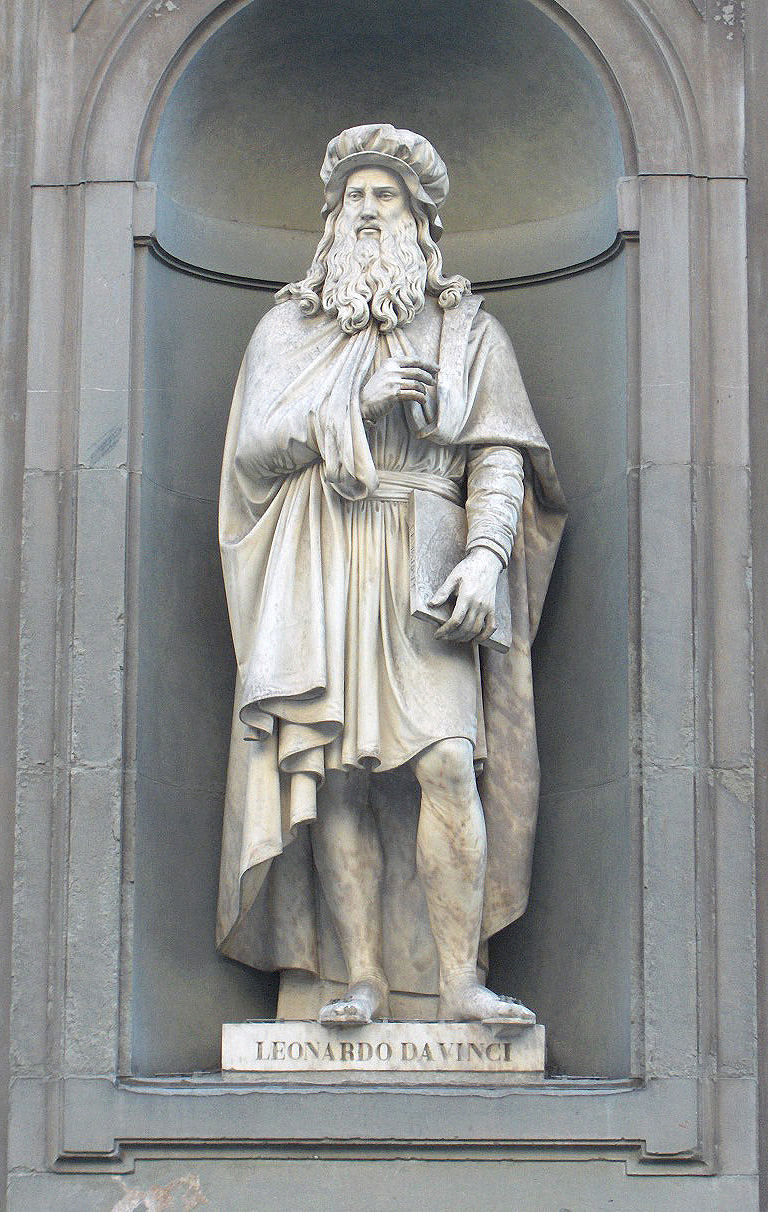
우피치 미술관 밖에 있는 레오나르도 다 빈치상.

1348년 흑사병 이전 인구는 94,000명으로 추측되며, 그 중 25,000명이 피렌체의 양털 산업에 종사했다고 전해진다. 1345년에 피렌체는 양털 노동자들(이탈리아어로 치옴피[ciomi])에 의한 문제를 직면하게 되는데, 1378년에는 치옴피의 난에서 과두 정치를 상대로 잠깐의 폭동이 발생하기도 했다. 그들을 진압시킨 후, 피렌체는 메디치 가문의 격렬한 경쟁 상대인 알비치 가문의 영향하(1382–1434)에 놓였다.
15세기에 피렌체는 부와 경제적 성공을 거뒀다고 여겨진 유럽의 도시 중 가장 거대하였다. 거주민들의 삶이 모두가 목가적인 것이 아니듯이, 그들 사이에 큰 부의 차이가 있었다. 코시모 데 메디치는 이전의 피렌체에서 도시의 중요한 통제권을 가져온 메디치 가문의 첫 번째 인물이다. 도시가 형식상으로는 민주주의 체제를 지녔지만, 그의 권력은 젠타 누오바(gente nuova, 새로운 사람들)라는 새로운 이주민들과의 동맹이 구축해논 거대한 후원망에서 나왔다. 메디치 가문원은 교황에게 그들의 통치력에 기여를 한 은행가이기도 했다. 코시모는 그의 아들 피에로에게 자리를 물려주었으나, 곧 코시모의 손자인 로렌초에게 1469년에 넘어갔다. 로렌초는 미켈란젤로, 레오나르도 다 빈치, 보티첼리등에게 작품을 의뢰하는 위대한 예술 후원가였다. 로렌초는 음악가로서도 재주가 많았고 알렉산더르 아흐리콜라, 요한네스 기셀린, 하인리히 이자크 같은 작곡가와 가수들을 피렌체로 불러들였다. 동시대(그 이후) 피렌체인들은, 그를 "로렌초 일 마니피코"(Lorenzo il Magnifico, 위대한 로렌초)로 기억하고 있다.
1492년에 로렌로 데 메디치가 사망한 후, 그의 자리는 아들인 피에로 2세가 이어받았다. 프랑스 국왕 샤를 8세가 이탈리아 북부를 침략했을 때, 피에로 2세는 그의 군대와 함께 저항하기로 택했다. 피사의 성문 앞에 있는 프랑스군의 규모를 깨닫자, 프랑스 국왕의 굴욕적인 요구를 받아들일 수 밖에 없었다. 이는 피렌체 폭동을 일어나게 하였고 그들은 피에로 2세를 1494년에 몰아내버렸으며, 메디치 가문의 첫 통치는 공화정 정부의 복원과 함께 막을 내렸다.

#### 사보나롤라와 마키아벨리

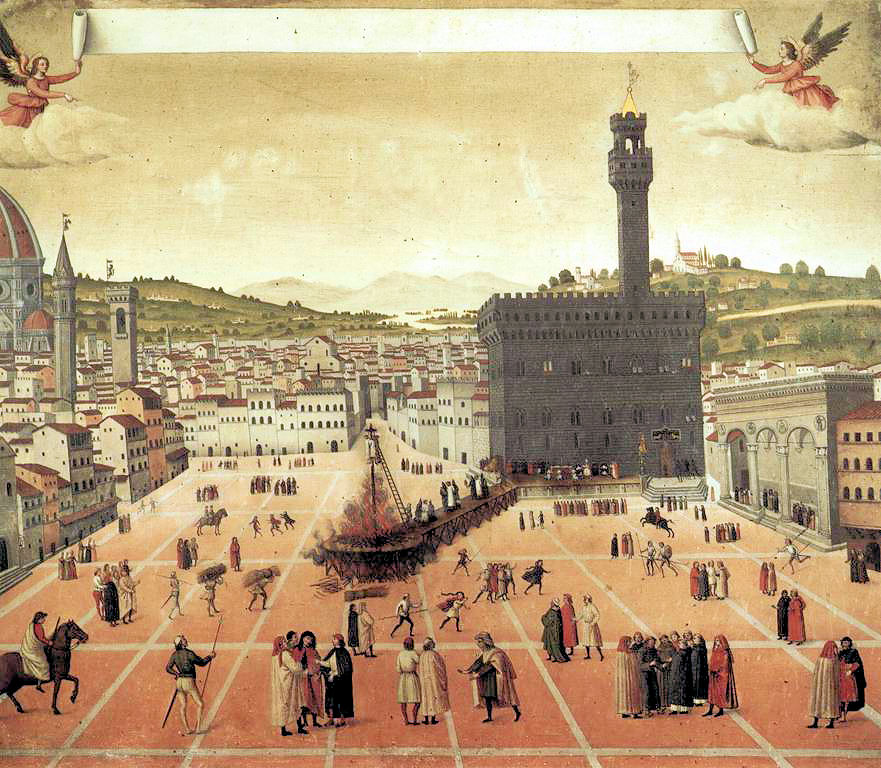
1498년에 화형당하는 지롤라모 사보나롤라

이시기에 도미니코회 수사 지롤라모 사보나롤라가 1490년 산 마르코 수도원의 프라이어가 되었다. 그는 그가 본 부도덕성이 널리 퍼지고 물질적 부유에 대한 집착을 꾸짖는 회개 설교로 유명해졌다. 그는 메디치 가문의 추방을 그들의 타락에 대한 신의 징벌이라 비난하였다. 그는 정치적 개혁을 통해 더욱 민주적인 통치를 이끌 기회를 잡았다. 하지만 사보나롤라가 공개적으로 교황 알렉산데르 6세의 부패를 고발하자, 그는 연설이 금지되었다. 그가 이 금지 사항을 어기자, 그는 파문되었다. 그의 극도의 가르침에 지친 피렌체인들은 그에게 등을 돌려 체포하였다. 그는 이단으로 유죄를 판결받아, 1498년 5월 23일 화형당하였다.
두 번째로 흔치 않은 독특한 통찰력을 지녔던 이는 자주 정치적 편의주의의 합법과 심지어 위법행위를 통해서라도 강력한 군주권하에서 피렌체의 재건을 처방했던 니콜로 마키아벨리였다. 다시 말해서, 마키아벨리는 통치와 권력 행사를 다룬 그의 정치 안내서 군주론로 가장 잘 알려진 사상가다. 메디치 가문의 의뢰를 받아, 마키아벨리는 또한 도시의 역사를 담은 피렌체 역사서도 집필했다. 피렌체인들은 메디치 가문을 두 번째로 몰아내고 1527년 5월 16일 공화국을 재건국한다. 신성 로마 제국 황제와 교황의 지원을 받아, 1537년에 메디치 가문은 피렌체의 세습 공작이 되었으며, 1569년에는 두 세기를 지배한 토스카나 대공작이 되었다. 토스카나 전역에서 루카 공화국(시간이 흘러 공국)과 피옴비노 후국만이 피렌체에서 독립 상태로 남았다.

### 18세기와 19세기

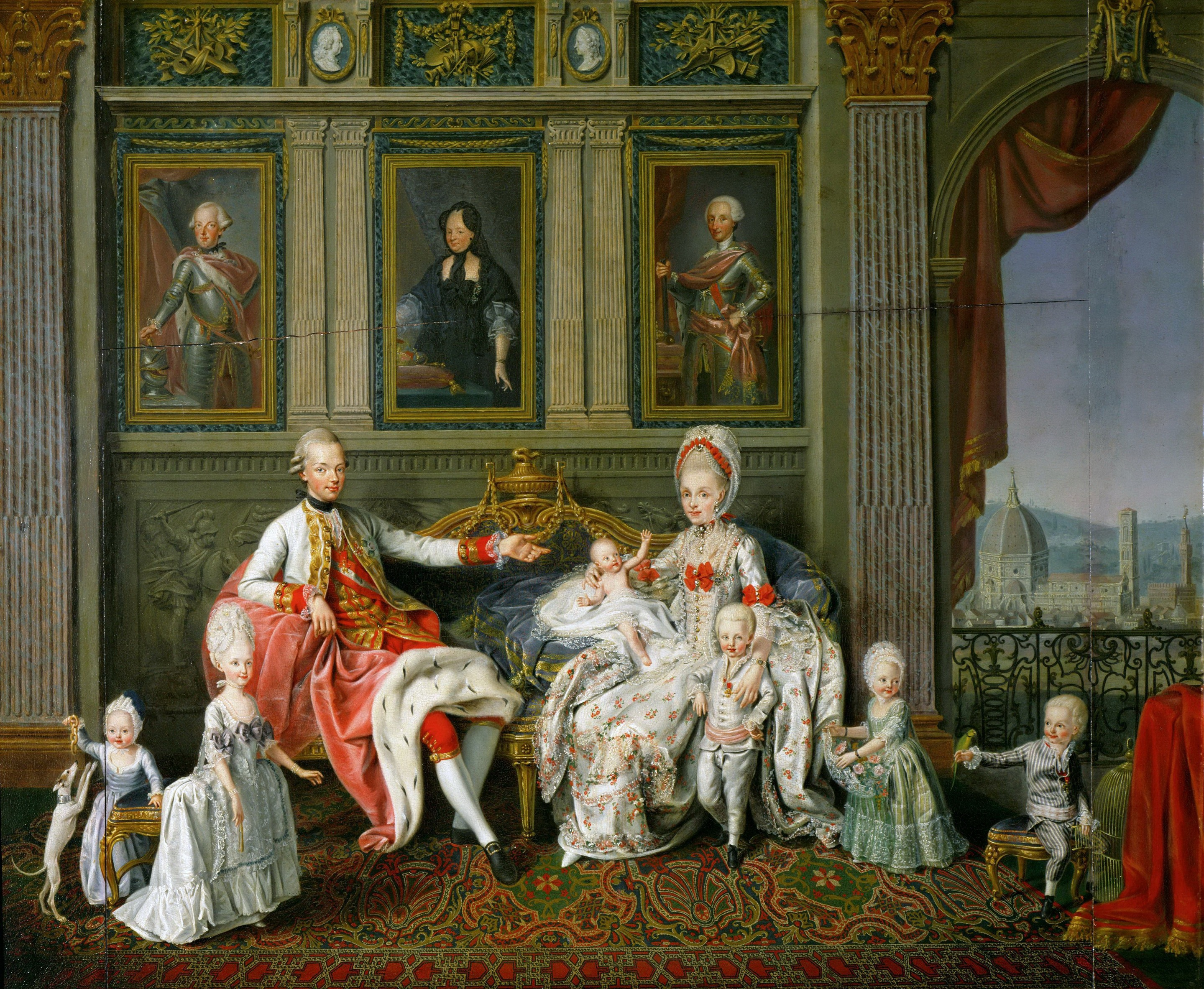
레오폴트 2세와 그의 가족들. 레오폴트는 1765년에서 1790년까지 토스카나 대공이었다.

메디치 가문의 단절과 1737년에 로렌 공작이자 마리아 테레지아의 남편인 프란츠 1세의 즉위는 토스카나를 일시적으로 오스트리아 왕령지에 포함하게 하였다. 이는 합스부르크로렌 가문의 분가 가문이 되었고, 1801년 부르봉파르마 가에게, 1807년 12월 프랑스가 토스카나를 병합하면서 폐위된다. 피렌체는 1808년부터 나폴레옹이 몰락하는 1814년까지 프랑스 아르노 데파르망의 행정 구역이였다. 합스부르크로렌 가문은 빈 회의를 통해 토스카나 대공 작위를 회복하지만, 1859년 마침내 폐위되었다. 토스카나는 1861년 이탈리아 왕국의 행정 구역이 되었다.
피렌체는 1865년에 토리노를 대신해 이탈리아의 수도 기능을 대신하였으며, 도시를 현대화하기 위한 노력으로 피아자 델 메르카토 베키오(Piazza del Mercato Vecchio)에 있는 옛 상가들과 많은 중세 주택들을 허물고 신식 주택과 전체적인 계획 거리로 대체하였다. 피아자(광장, 처음은 비토리오 에마누엘레 2세의 이름이 붙었으나, 현재는 레푸블리카 광장[공화국]이라고 불림)는 눈에 띄게 넓어졌고 거대한 개선문이 서쪽에 세워졌다.
이탈리아의 두 번째 수도인 피렌체는 6년 뒤 로마를 지키던 프랑스군의 철수로 이탈리아 왕국에 추가될 가능성이 생기며 로마로 대체되었다.

### 20세기

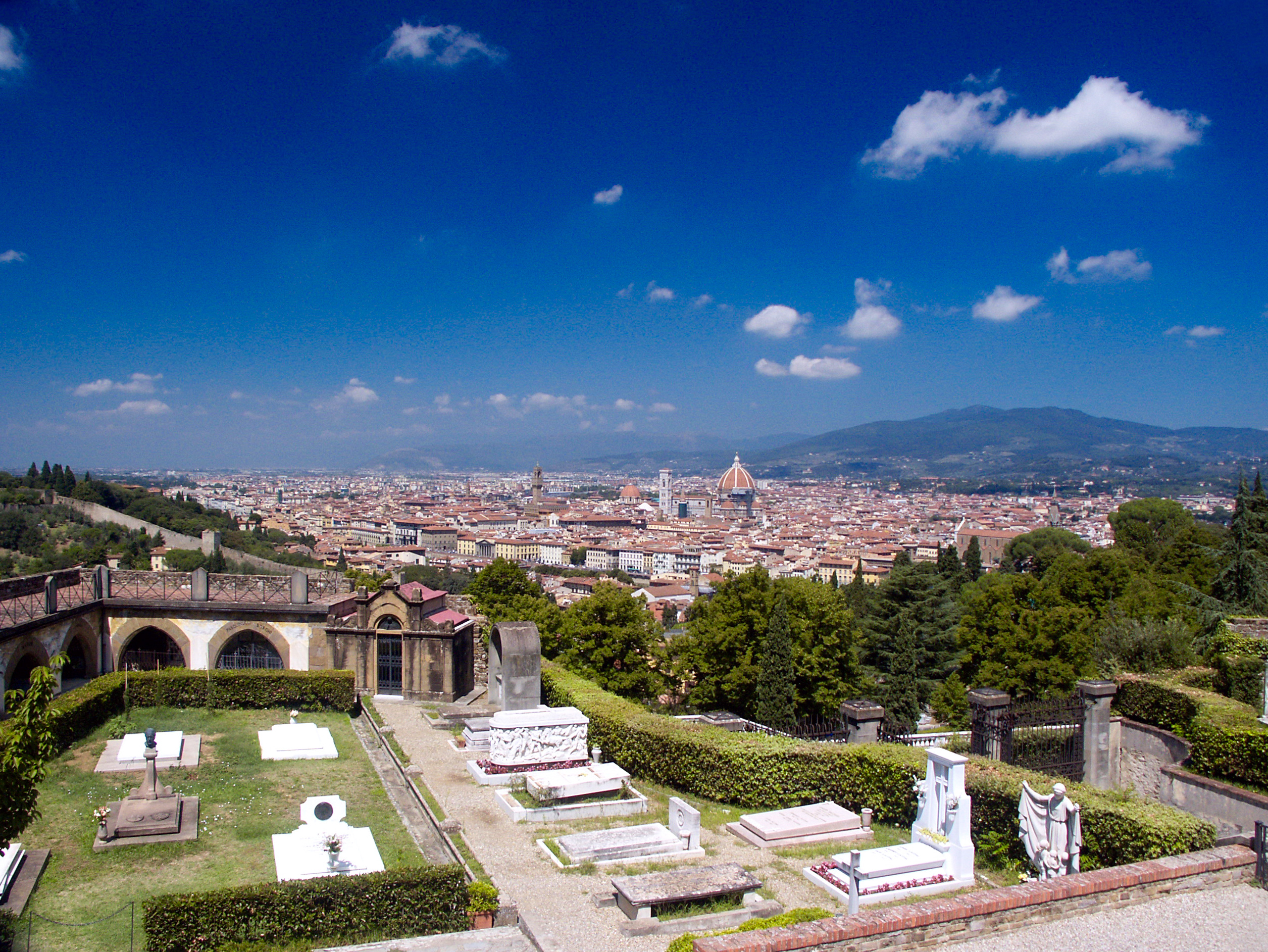
피렌체 역사의 유명인물들이 묻힌 곳인 포르테 산테(Porte Sante) 묘지.

인구가 두 배가 증가한 19세기가 지난후에 관광업, 상업, 금융업, 산업의 발전으로 인한 결과로 피렌체의 인구는 20세기에 들어 3배 가까이 증가하였다.
제2차세계대전 동안에 피렌체는 오랜 기간 독일군의 점령기(1943–1944)를 겪었고 무방비 도시로 선언되었다. 토스카나에서 활동하다 독일군에 사망한 연합군 병사들은 도시 외곽에 있는 묘지들에 묻혀있다(미군은 도시 남쪽에서 9km 거리, 영국군과 영연방군들은 아르노 오른쪽 제방 중심부의 동쪽에서 몇 킬로미터 떨어진 곳). 1944년 퇴각하던 독일군은 영국군이 건너는 것을 어렵게 하기 위해 올트라노(Oltrarno) 지구와 도시의 나머지 지역을 연결하던 아르노강에 있던 다리들을 무너뜨렸다. 하지만 하를레 슈타인하우슬린(Charle Steinhauslin)이라는 독일군 장군이 베키오 다리의 역사적 가치를 고려해 부수지 않았다고 한다.
대신에 베키오 다리 남쪽을 따라 바로 있던 바사리 회랑 같은 역사 지구의 거리들은 지뢰밭으로 사용되어 파괴되었다. 그 이후 아르노강을 연결하던 다리들은 가능한 남아있는 재료들을 최대로 이용해 원래의 형태로 복원하였지만, 베키오 다리 주변 건물들은 현대와 옛 스타일을 혼합한 형식으로 재건되었다.
1945년 5월 유럽 전선이 끝나면서, 미군의 정보와 교육 부서들은 이탈리아 피렌체에 제대한 미국 남녀들을 위한 해외 대학교를 세웠다. 전역자를 위한 최초의 미국인 대학교는 1945년 6월 이탈리아 피렌체에 세워진 항공 학교(School of Aeronautics)였다. 7,500명의 병사-학생들은 한 학기에 4달 간의 교육을 거쳐 대학교를 들어갔다(G.I. American Universities).
1966년 11월 아르노 홍수의 중심지였던 이곳은 많은 예술품에 피해를 입었다. 도시 벽들에 있는 조그만한 플래카드들은 홍수 당시에 물이 얼마까지 차 올랐는지를 나타낸다.

## 지리

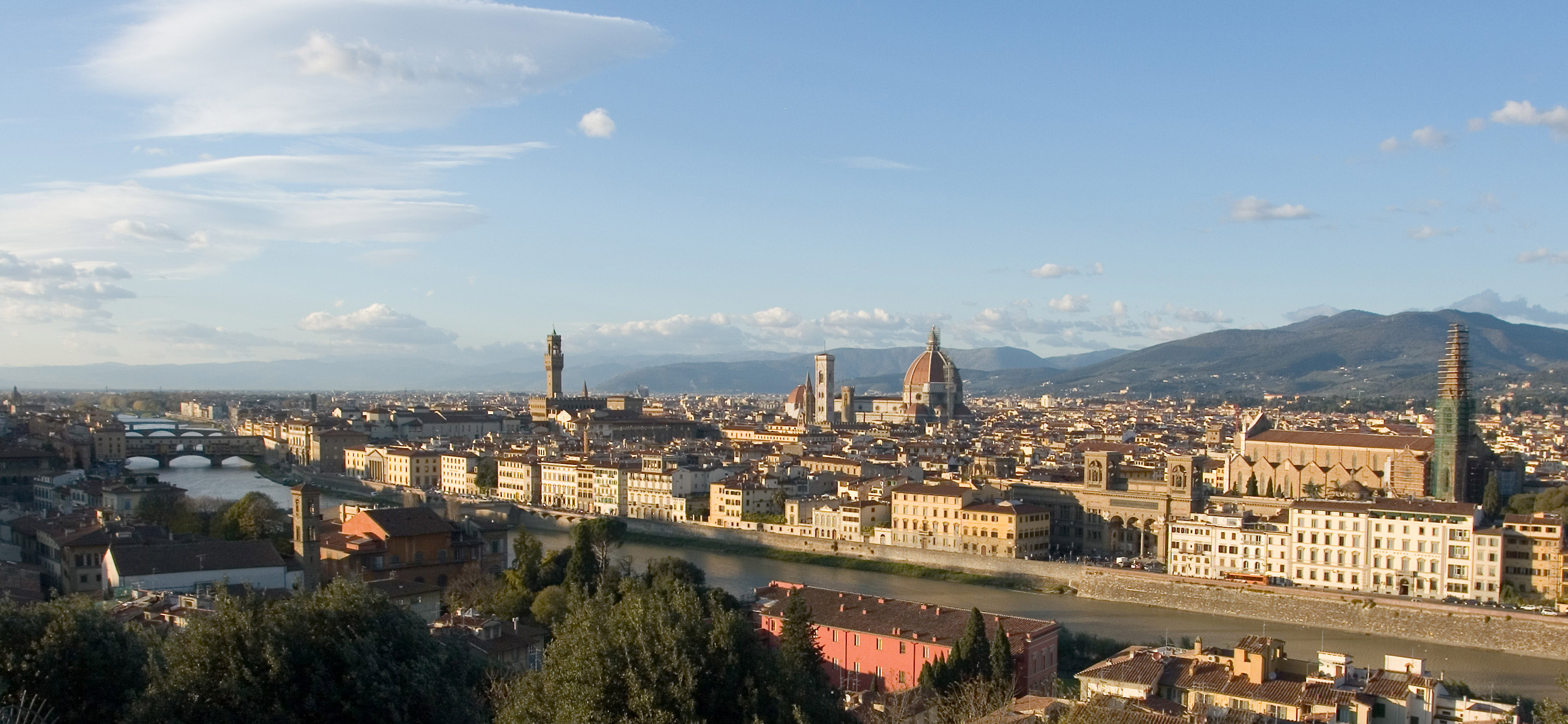
2005년 11월 아르노 계곡에서 본 아펜니노 산맥을 배경으로 한 도시의 모습.

피렌체는 카레지, 피에솔레, 세티냐노, 아르체트리, 포조임페리알레, 벨로스구아르도 (피렌체) 언덕이 형성한 분지에 있다. 아르노강과 세 개의 다른 강들이 이곳을 거쳐 흐른다.

### 기후

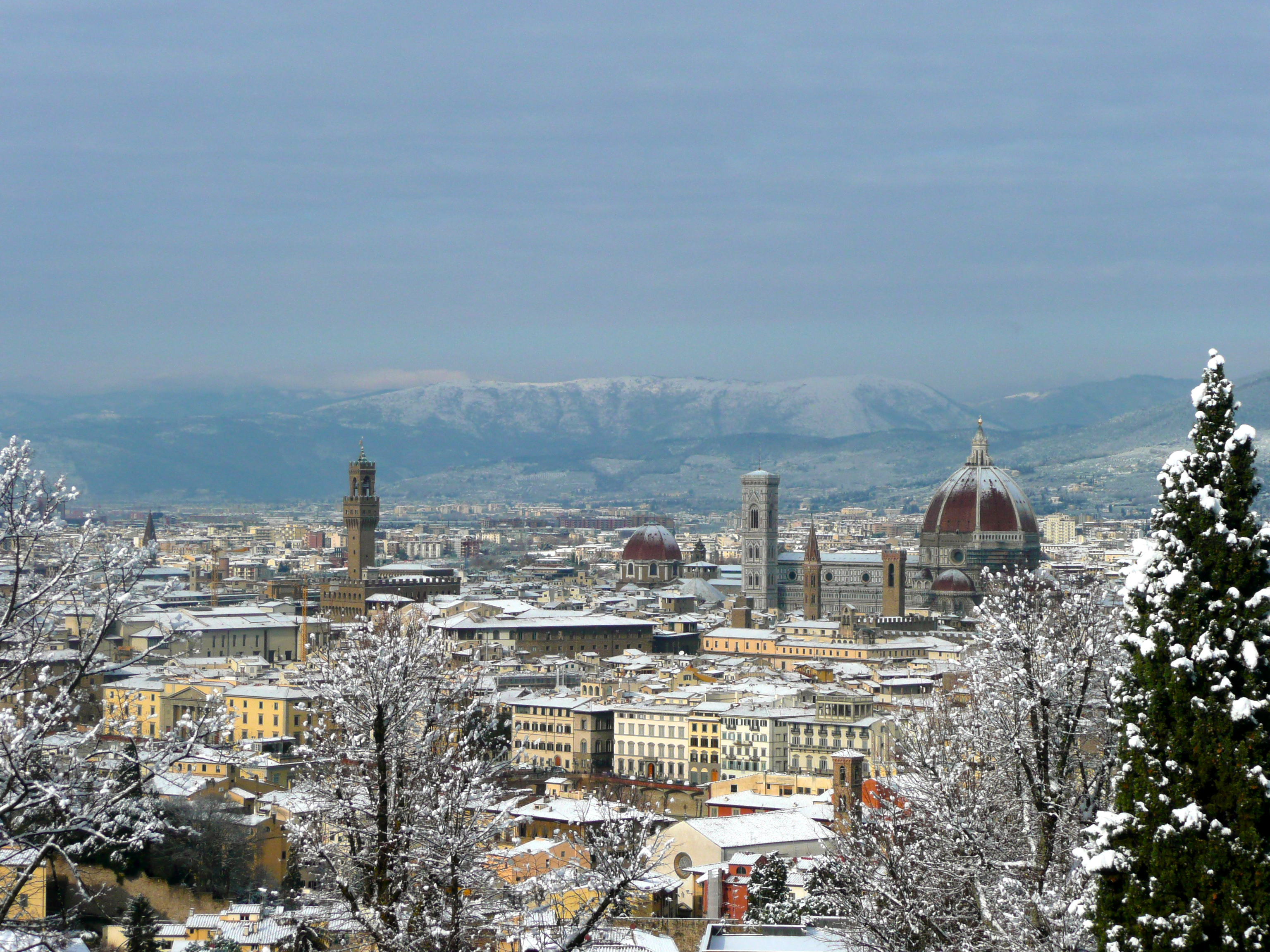
2009년 12월 눈이 내리는 피렌체.

피렌체는 온난 습윤 기후 (Cfa)를 지녔으며, 약간의 지중해성 기후 (Csa)도 있다. 평균 또는 적은 강우를 지닌 여름과 시원하고 축축한 겨울이 특징이다. 피렌체는 항풍이 없어, 여름 기온은 해안가보다 높다. 여름 시기에 강우는 대류우인 반면에 겨울에는 기복있는 강우 형태를 띈다. 강설은 거의 매년 이루어지고 있지만, 땅에 쌓이지는 않는다. 공식적인 최고 기온은 1983년 6월 26일에 42.6와 최저 기온은 1985년 1월 12일의 -23.2이다.
| 피렌체 (피렌체 공항, 1991년~2020년)의 기후 | 피렌체 (피렌체 공항, 1991년~2020년)의 기후 | 피렌체 (피렌체 공항, 1991년~2020년)의 기후 | 피렌체 (피렌체 공항, 1991년~2020년)의 기후 | 피렌체 (피렌체 공항, 1991년~2020년)의 기후 | 피렌체 (피렌체 공항, 1991년~2020년)의 기후 | 피렌체 (피렌체 공항, 1991년~2020년)의 기후 | 피렌체 (피렌체 공항, 1991년~2020년)의 기후 | 피렌체 (피렌체 공항, 1991년~2020년)의 기후 | 피렌체 (피렌체 공항, 1991년~2020년)의 기후 | 피렌체 (피렌체 공항, 1991년~2020년)의 기후 | 피렌체 (피렌체 공항, 1991년~2020년)의 기후 | 피렌체 (피렌체 공항, 1991년~2020년)의 기후 | 피렌체 (피렌체 공항, 1991년~2020년)의 기후 |
| 월                                         | 1월                                        | 2월                                        | 3월                                        | 4월                                        | 5월                                        | 6월                                        | 7월                                        | 8월                                        | 9월                                        | 10월                                       | 11월                                       | 12월                                       | 연간                                       |
| ------------------------------------------ | ------------------------------------------ | ------------------------------------------ | ------------------------------------------ | ------------------------------------------ | ------------------------------------------ | ------------------------------------------ | ------------------------------------------ | ------------------------------------------ | ------------------------------------------ | ------------------------------------------ | ------------------------------------------ | ------------------------------------------ | ------------------------------------------ |
| 역대 최고 기온 °C (°F)                     | 21.6 (70.9)                                | 23.4 (74.1)                                | 28.5 (83.3)                                | 28.7 (83.7)                                | 33.8 (92.8)                                | 41.8 (107.2)                               | 42.6 (108.7)                               | 39.5 (103.1)                               | 36.4 (97.5)                                | 30.8 (87.4)                                | 25.2 (77.4)                                | 20.4 (68.7)                                | 42.6 (108.7)                               |
| 일평균 최고 기온 °C (°F)                   | 11.2 (52.2)                                | 12.7 (54.9)                                | 16.2 (61.2)                                | 20.0 (68.0)                                | 24.3 (75.7)                                | 29.1 (84.4)                                | 32.3 (90.1)                                | 32.4 (90.3)                                | 27.3 (81.1)                                | 21.5 (70.7)                                | 15.6 (60.1)                                | 11.4 (52.5)                                | 21.2 (70.1)                                |
| 일일 평균 기온 °C (°F)                     | 6.6 (43.9)                                 | 7.6 (45.7)                                 | 10.7 (51.3)                                | 14.0 (57.2)                                | 18.3 (64.9)                                | 22.6 (72.7)                                | 25.4 (77.7)                                | 25.4 (77.7)                                | 20.9 (69.6)                                | 16.1 (61.0)                                | 11.1 (52.0)                                | 7.0 (44.6)                                 | 15.5 (59.9)                                |
| 일평균 최저 기온 °C (°F)                   | 2.1 (35.8)                                 | 2.5 (36.5)                                 | 5.1 (41.2)                                 | 8.1 (46.6)                                 | 11.9 (53.4)                                | 16.0 (60.8)                                | 18.4 (65.1)                                | 18.5 (65.3)                                | 15.0 (59.0)                                | 10.9 (51.6)                                | 6.4 (43.5)                                 | 2.6 (36.7)                                 | 9.8 (49.6)                                 |
| 역대 최저 기온 °C (°F)                     | −23.2 (−9.8)                               | −9.9 (14.2)                                | −8.0 (17.6)                                | −2.2 (28.0)                                | 3.6 (38.5)                                 | 5.6 (42.1)                                 | 10.2 (50.4)                                | 9.6 (49.3)                                 | 3.6 (38.5)                                 | −1.4 (29.5)                                | −6.0 (21.2)                                | −8.6 (16.5)                                | −23.2 (−9.8)                               |
| 평균 강수량 mm (인치)                      | 58.1 (2.29)                                | 63.8 (2.51)                                | 61.4 (2.42)                                | 67.2 (2.65)                                | 63.0 (2.48)                                | 44.8 (1.76)                                | 24.6 (0.97)                                | 36.5 (1.44)                                | 66.8 (2.63)                                | 105.1 (4.14)                               | 115.3 (4.54)                               | 81.4 (3.20)                                | 788 (31.03)                                |
| 평균 강수일수 (≥ 1.0 mm)                   | 7.5                                        | 7.2                                        | 7.0                                        | 8.7                                        | 7.6                                        | 5.2                                        | 2.9                                        | 4.0                                        | 6.2                                        | 8.8                                        | 10.0                                       | 9.6                                        | 84.7                                       |
| 평균 상대 습도 (%)                         | 71.5                                       | 67.3                                       | 64.6                                       | 64.7                                       | 64.9                                       | 62.9                                       | 60.6                                       | 60.5                                       | 64.4                                       | 70.5                                       | 74.6                                       | 74.1                                       | 66.7                                       |
| 평균 일일 일조시간                         | 3.0                                        | 4.0                                        | 5.0                                        | 6.0                                        | 8.0                                        | 9.0                                        | 10.0                                       | 9.0                                        | 7.0                                        | 5.0                                        | 3.0                                        | 3.0                                        | 6.0                                        |
| 가능 일조율                                | 33                                         | 40                                         | 42                                         | 46                                         | 53                                         | 60                                         | 67                                         | 64                                         | 58                                         | 45                                         | 30                                         | 33                                         | 48                                         |
| 출처 1: 미국 해양대기청                    |                                            |                                            |                                            |                                            |                                            |                                            |                                            |                                            |                                            |                                            |                                            |                                            |                                            |
| 출처 2: 이탈리아 기상국, Weather Atlas     |                                            |                                            |                                            |                                            |                                            |                                            |                                            |                                            |                                            |                                            |                                            |                                            |                                            |

## 행정

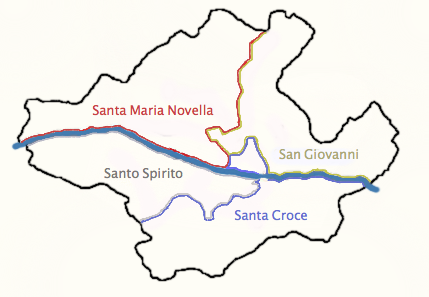
피렌체 코무네의 전통적 자치구
피렌체 코무네의 5개 행정 자치구

피렌체 지방 자치 당국의 입법부는 비례제로 5년에 한번 씩 뽑힌 36명의 의원으로 이뤄진 시의회(Consiglio Comunale)이다. 행정부는 시장이 뽑은 7명의 평가인들로 이뤄진 시의원회(Giunta Comunale)이다. 가장 최근의 시장은 사라 푸나로이다.
피렌체 지방 자치 당국은 5개의 행정 자치구(Quartieri)로 나뉜다. 각 행정 자치구는 의회(Consiglio)와 피렌체 시장에게 선출된 의회장의 관리를 받는다. 도시 조직은 이탈리아 헌법의 지배를 받는다. 자치구들은 피렌체 시장에게 여러 주제(환경, 공사, 대중 보건, 지역 상권)의 구속력 없는 의견 조언과 시의회가 그들에게 위임한 기능을 발휘할 수 있는 힘을 지녔다. 추가적으로 지방 활동에 자금을 대도록 자치적인 지원을 한다. 자치구들은 :
- 센트로 스토리코 (역사 지구); 인구: 67,170;
- 캄포 디 마르테; 인구: 88,588;
- 가비나나(Gavinana)-갈루초; 인구: 40,907;
- 이솔로토(Isolotto)-레냐이아; 인구: 66,636;
- 리프레디(Rifredi); 인구: 103,761.

다섯 자치구 모두 민주당에게 관리된다.
전직 이탈리아 수상 마테오 렌치 (2014년–2016년)가 2009년부터 2014년까지 피렌체 시장직을 수행했었다.

## 인구
1200년에 피렌체는 인구 50,000명의 거처였다. 1300년경에 도심 인구는 120,000명, 콘타도에는 300,000명이 거주했다. 1500년과 1650년 사이에 인구는 70,000명이었다.
2010년 10월 31일 기준, 도심 인구는 370,702명이었고, 유럽 연합 통계국은 피렌체 대도시권에 696,767명이 거주한다고 통계를 내렸다. 2000년에 대략 4,800 제곱킬로미터 (1,850 mi2) 규모로 형성된 피렌체, 프라토, 피스토이아 광역 도시권에는 150만 명이 거주한다. 피렌체 도심 내, 인구 46.8%는 2007년 기준으로 남성이었고 나머지 53.2%는 여성이었다. 미성년자 (18세 미만)는 총 인구의 25.95 퍼센트를 차지하는 연금 수령자와 대조되는 총 인구에 14.10%를 차지하였다. 이는 이탈리아 평균 (미성년자 18.06 퍼센트, 연금 수령자 19.94 퍼센트)와 대조된다. 피렌체 거주민의 평균 연령은 이탈리아 평균 연령 42세와 대조되는 49세이다. 2002년과 2007년 사이 5년 동안에, 피렌체 인구는 3.22 퍼센트 성장한 반면, 이탈리아 전체 인구는 3.56 퍼센트 성장했다. 피렌체의 출산율은 이탈리아 평균 1,000명당 9.45명과 비교되는 1,000명당 7.66명이다.
2009년 기준, 인구의 87.46%는 이탈리아인이었다. 조사에 따르면 이 도시에는 중국인 6,000명이 거주한다. 가장 큰 이민 집단은 3.52%를 차지하는 유럽 국가들 (주로 루마니아인, 알바니아인)이었고, 그 다음은 2.17%의 동아시아 국가 (주로 중국인과 필리핀인), 미주계 1.41%, 북아프리카계 0.9% (주로 모로코인)이었다.
피렌체인들 대부분은 이탈리아 나머지 사람들처럼 로마 가톨릭교회교도이며, 90% 이상이 천주교 피렌체 대교구 소속이다.

## 경제
관광업은 피렌체의 모든 산업들 중에서 가장 중요한 부문이고 피렌체 경제 대부분은 전세계에서 오는 관광객들과 이 도시로 공부를 하러 온 유학생이 지출하는 비용에 의존하고 있다. 이 도시에서 관광업의 가치는 2015년에 대략 25억 유로이었고 방문객의 수는 작년에 비해 5.5% 증가했다.
2013년에, 피렌체는 'Condé Nast Traveler' 선정 전세계에서 두 번째로 아름다운 도시로 선정됐다.
제조업과 상업 역시 대단히 중요하다. 피렌체는 평균 노동자 임금 23,26 유로로, 만토바 다음 볼차노보다 앞서는 이탈리아에서 17번째로 부유한 도시이었다(피렌체에서 발생한 총임금 €6,531,204,473 유로).

### 산업, 상업, 서비스업
피렌체는 이탈리아의 주요 생산업 및 상업 중심지이며, 교외에 위치한 피렌체의 산업 단지에서는 가구, 고무 제품, 화학품, 식품 등 모든 종류의 상품들을 생산해낸다. 골동품, 수공품, 유리 제품, 가죽 제품, 아트 복제화, 보석류, 기념품, 정교한 철제 제품, 신발, 장신구, 하이 패션 의류 등의 전통 및 지역 생산품들 역시도 피렌체 경제에서 상당한 부분을 차지한다. 피렌체의 수입은 부분적으로는 칼초 피오렌티노 등의 연례행사, 연극 및 문학 작품, 미술 전시회, 축제, 패션쇼 등 서비스업, 상업, 문화 산업 수익에 의존하고 있다. 중공업과 기계업 역시도 피렌체의 세입에 관여하고 있다. 누오보 피뇨네사(Nuovo Pignone社)의 여러 공장들이 존재하며, 중소기업들이 두드러진다. 피렌체-프라토-피스토이아 산업 단지는 높은 품질의 상품과 이륜차(특히 베스파) 그리고 피렌체 산업의 번성과 생산성으로 인해 1990년대에는 '제3의 이탈리아'로 알려졌다. 이곳 산업의 일부는 높은 수익성과 생산성이라는 면에서 에밀리아로마냐와 베네토 지역의 전통적 산업 단지와 경쟁하기도 했다.
2015년 4분기 때, 제조업 분야가 2.4 증가하고 수출도 7.2%만큼 증가하였다. 주요 분야는 기계공학, 패션, 제약, 식료품, 포도주 등이다. 2015년 동안, 종신 고용 계약이 전국적인 세금 우대 정책에 힘입어 48.8 퍼센트 증가하였다.

### 관광업

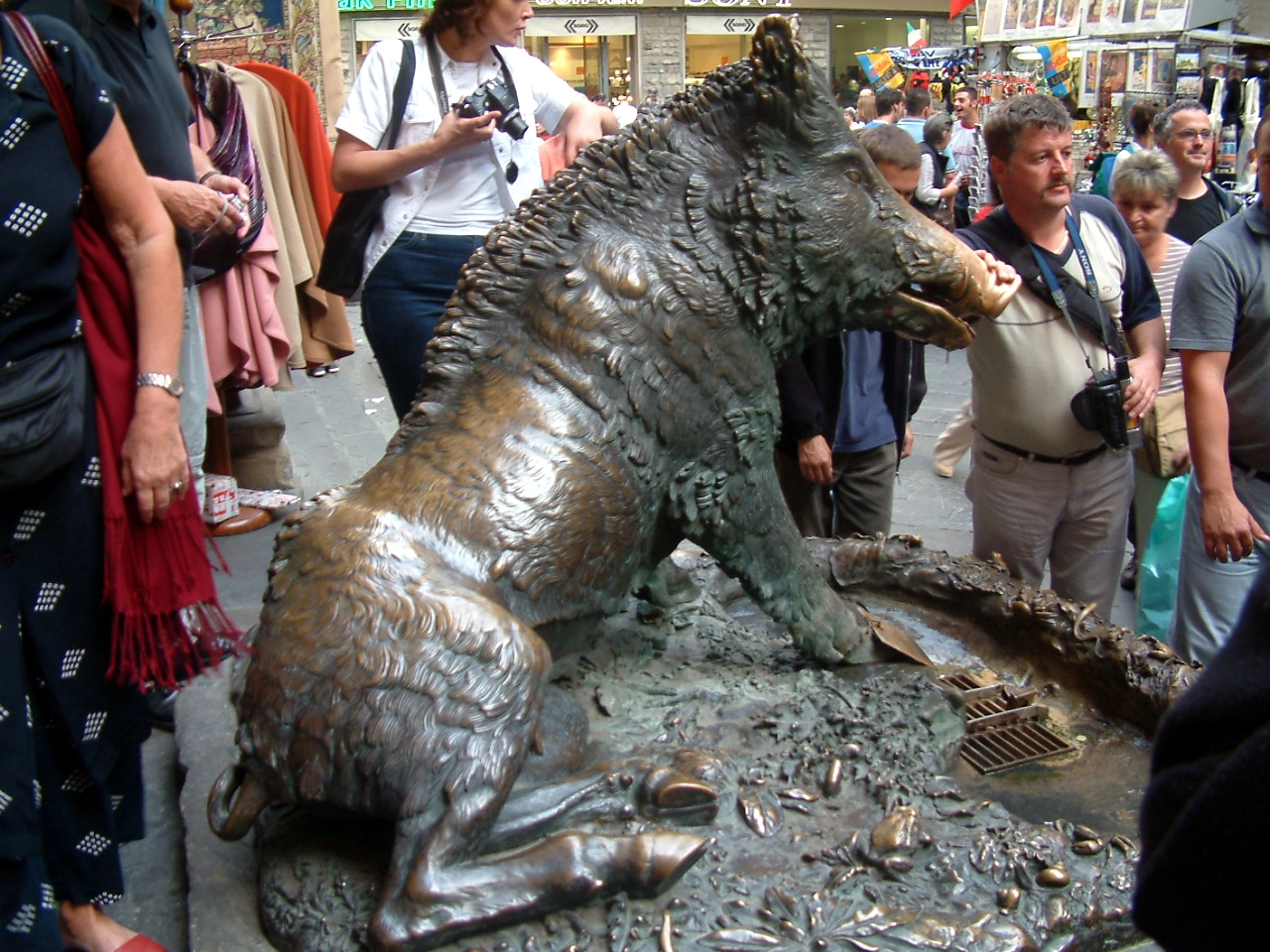
포르첼리노 분수에 모여든 관광객들.

관광업은 피렌체 중심지에서 가장 중요한 산업이다. 4월부터 10월까지, 관광객들의 수는 현지 인구 수보다 많아 진다. 우피치와 아카데미아 박물관의 입장표는 꾸준히 매진되고 단체 관광객들은 입장료가 부과되는 산타 크로체 성당과 산타 마리아 노벨라 성당 등을 꾸준히 채운다. 우피치와 아카데미아의 입장권은 방문 전 온라인으로 구입이 가능하다. 2010년,  'Travel + Leisure' 잡지사의 독자들은 피렌체를 여행객들이 선호하는 관광지 3위로 선정하였다. 2015년, Condé Nast Travel의 독자들은 피렌체를 유럽 최고의 도시로 꼽았다.
유로모니터 인터내셔널(Euromonitor International)이 실시한 연구에서 문화 및 역사 중심 관광이 유럽 전역에서 상당히 증가한 소비를 발생시켰다는 결론을 내렸다.
피렌체는 규모 대비 비율로 보았을 때 세계에서 가장 큰 예술 집합체를 이루고 있다고 여겨진다. 이에 따라, 문화 관광업이 특히나 강세이며, 우피치 같은 전세계적으로 유명한 피렌체의 박물관들은 2014년에 입장권 193만 장을 넘게 팔았다. 피렌체의 컨벤션 센터 시설들은 1990년대 기간 개보수가 이뤄졌고 매년마다 전시회, 컨퍼런스, 회의, 소셜 포럼, 콘서트, 그 외 행사 등을 개최하고 있다.

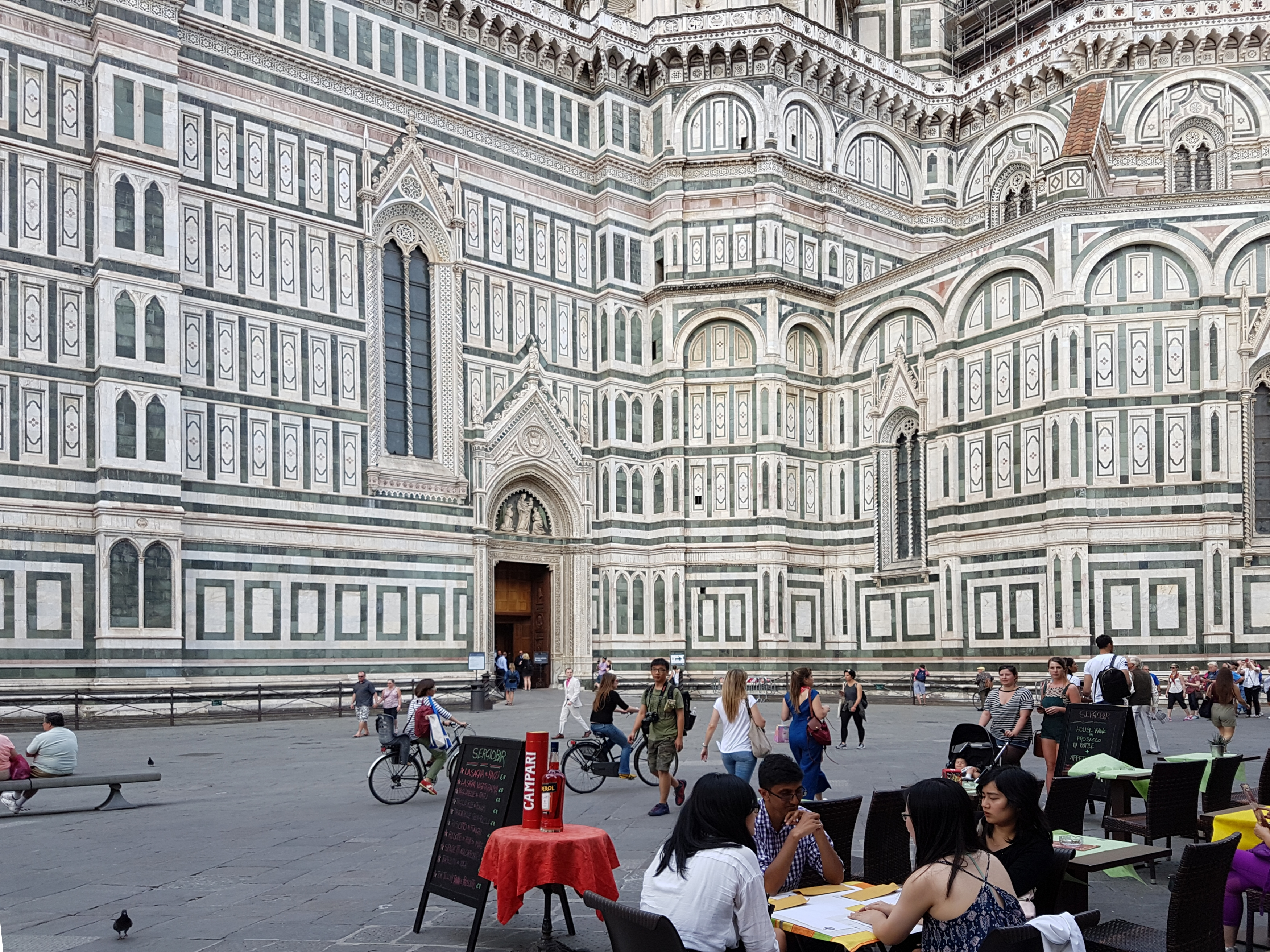
두오모 광장의 관광객들과 식당

2016년, 피렌체는 570개 시설에 호텔 방이 20,588개에 이르렀다. 전세계 방문객들은 이 방의 75%를 사용하고 그 중에 18% 가량은 미국인들이 사용한 것이었다. 2014년, 피렌체는 하룻밤 묵고 가는 건이 850만 건에 이르렀다. 유로모니터의 한 보고는 2015년 기준 피렌체가 495만 명의 방문객들이 도착하며, 전세계에서 36번째로 방문이 많은 도시에 올랐다.
관광업은 피렌체에 수익을 가져다 주었으나, 또한 어느 정도의 문제점들도 만들어냈다. 베키오 다리, 산 로렌초 시장, 산타 마리아 노벨라 등에서 소매치기가 성행한다. 피렌체주에서는 매년마다 관광객 대략 1,300만 명이 방문하고 성수기에는, 인기 방문지들은 이에 따라 초만원 사태가 될 수도 있다. 2015년, 다리오 나르델라 (Dario Nardella) 피렌체 시장은 버스를 타고와 겨우 몇 시간만을 머물고 돈은 거의 쓰지 않은 채 초만원 사태에 상당히 기여하는 관광객들에 대한 유감을 표했다. "박물관을 가지 않고, 그저 광장에서 사진이나 찍고, 버스로 돌아간 다음에 베네치아로 가버린다. ... 우리는 이런 관광객들을 원하지 않는다"라고 그는 말했다.
나르델라에 따르면, 일부 관광객들은 도시의 문화 유산에 대해 적은 존중을 보인다고 한다. 2017년 6월, 그는 종교 시설을 피크닉 장소로 쓰려는 관광객들을 방지하기 위하여 교회 계단에 물을 뿌리는 계획을 수립했다. 이에 대해 설명하기를 그는 관광업의 이점을 높게 평가하면서도, "교회 계단에 앉아, 음식을 먹고 쓰레기를 내버려두는 이들이 늘어나고 있다"라고 주장하였다. 전통 음식의 판매를 촉진하기 위해, 피렌체 시장은 식당들이 전통 토스카나 생산품을 사용하도록 하는 법률을 제정하였고 (2016년에 발효) 두오모 광장 장소에 맥도날드 개점 요청을 거부하였다.
2021년 10월, 피렌체는 보르도, 코펜하겐, 더블린, 류블랴나, 팔마데마요르카, 발렌시아 등과 더불어 유럽 연합 집행위원회이 선정한 2022년 스마트 관광 중심지 최종 명단에 올랐다.

### 식료품과 포도주

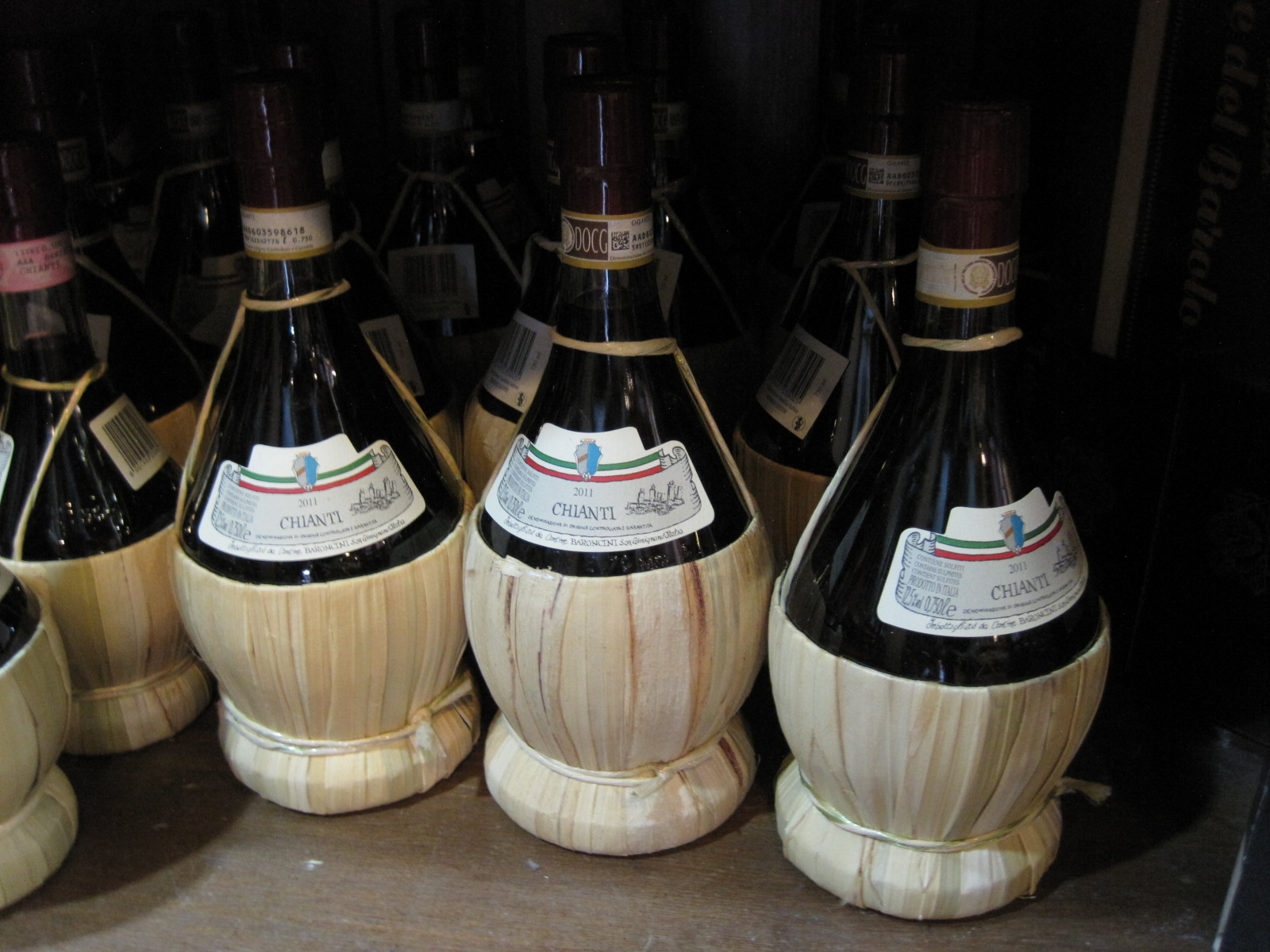
기본적인 키안티 포도주병인 '피아스코'

식료품과 포도주는 오랜 기간 피렌체 경제의 중요 상품이었다. 키안티 지방은 피렌체에 바로 남쪽에 있는 곳으로, 키안티의 산조베세 포도 품종은 키안티 클라시코 포도주에만 특히나 중요한 것만이 아니라 후대에 개발된 수퍼투스칸 블렌드에도 중요하다. 서쪽으로 32 km (20 mi) 거리에는 적포도주를 기반으로 한 풍미가 뛰어난 산조베세 품종의 산지인 카르미냐노(Carmignano) 지역이 있다. 지리적으로 그리고 역사적으로도 키안티 지역과 구분된, 명성으로 유명한 키안티 루피나 (Chianti Rufina) 지구 역시도 피렌체에서 동쪽으로 몇 킬로미터 거리에 있다. 좀 더 최근에 형성된, 볼게리 지역 (Bolgheri, 피렌체에서 대략 남서쪽 150 km or 93 mi)은 사시카이아, 오르넬라이아 등 슈퍼 투스칸 적포도주로 유명하게 되었다.

## 문화

### 미술

우피치 미술관에 있는 보티첼리의 비너스

피렌체는 1500년경에서 1527년까지 지속된 성기 르네상스 예술의 탄생지였다. 르네상스 미술은 자연주의와 인간의 감정에 많은 중점을 두었다. 중세 미술은 보통 정형적이고 상징적이었다. 현존하는 중세 미술품들은 대부분이 종교 관련한 것들이며, 작품들의 주제는 성직자들이 고른 것들이었다. 이와 대조적으로, 르네상스 미술은 한층 이성적이고, 수학적이며, 개인에 대한 것이 되었으며, 도나텔로, 미켈란젤로, 그리고 작품에 서명을 집어 넣기 시작한 라파엘로 등 유명한 예술가들이 주도하였다. 종교는 여전히 중요했으나, 새로운 시대가 들어서며 '에덴동산에서의 추방', '에케 호모 (보스)', '의자의 성모' 같이 미술에서 종교적 인물들의 인간화가 이루어졌다. 이 시대의 사람들은 자기 자신들을 인간으로 이해하기 시작하였고, 이는 예술에 반영되었다. 사람들이 그리스 로마 세계의 옛 거장들을 연구하면서, 르네상스는 미술과 사회적 측면에서 고전적 가치의 재탄생이 이루어졌다. 미술은 이상주의에 반대되는 현실주의에 중점을 두게 되었다.

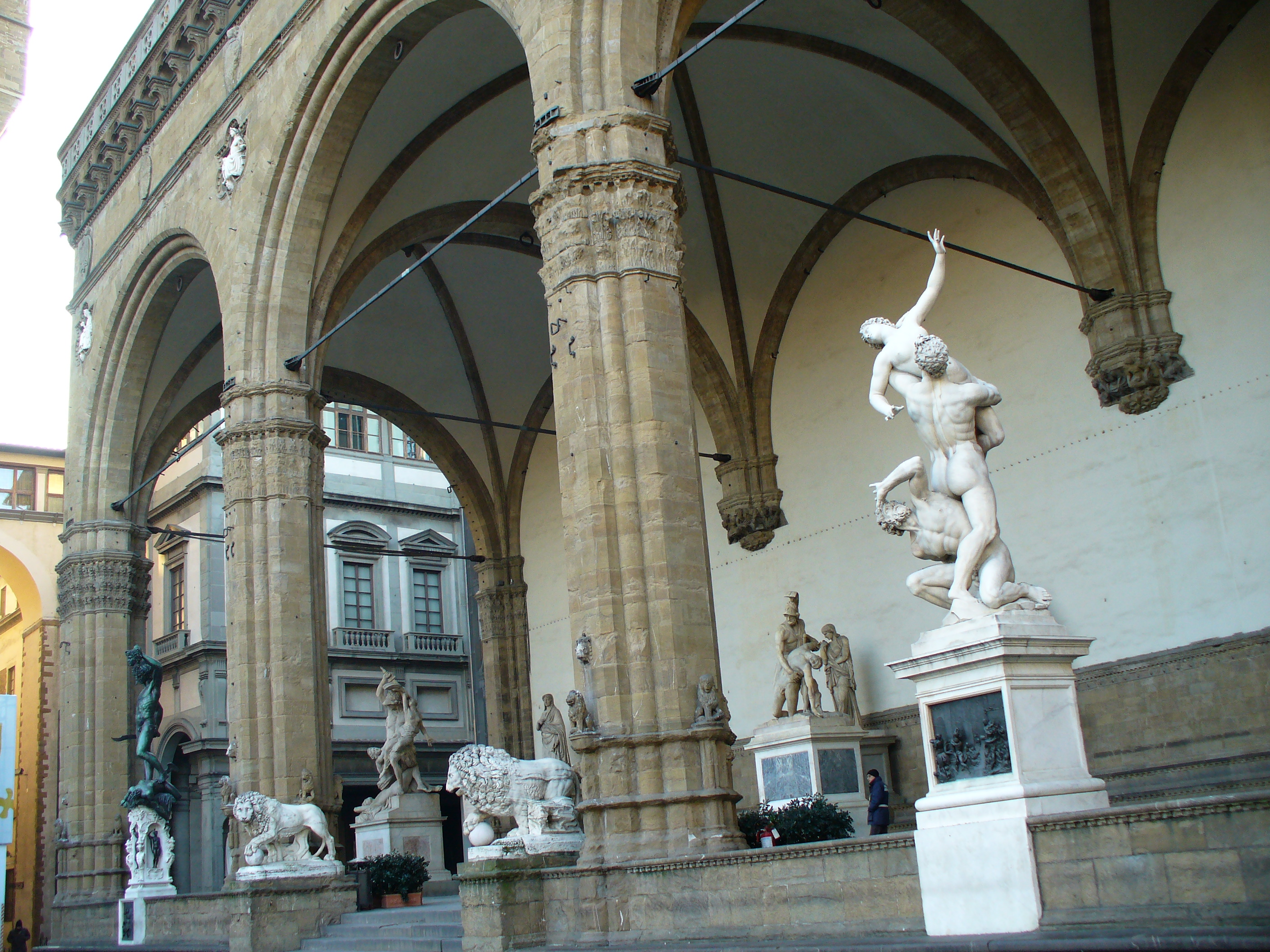
로자 데이 란치의 조각상들

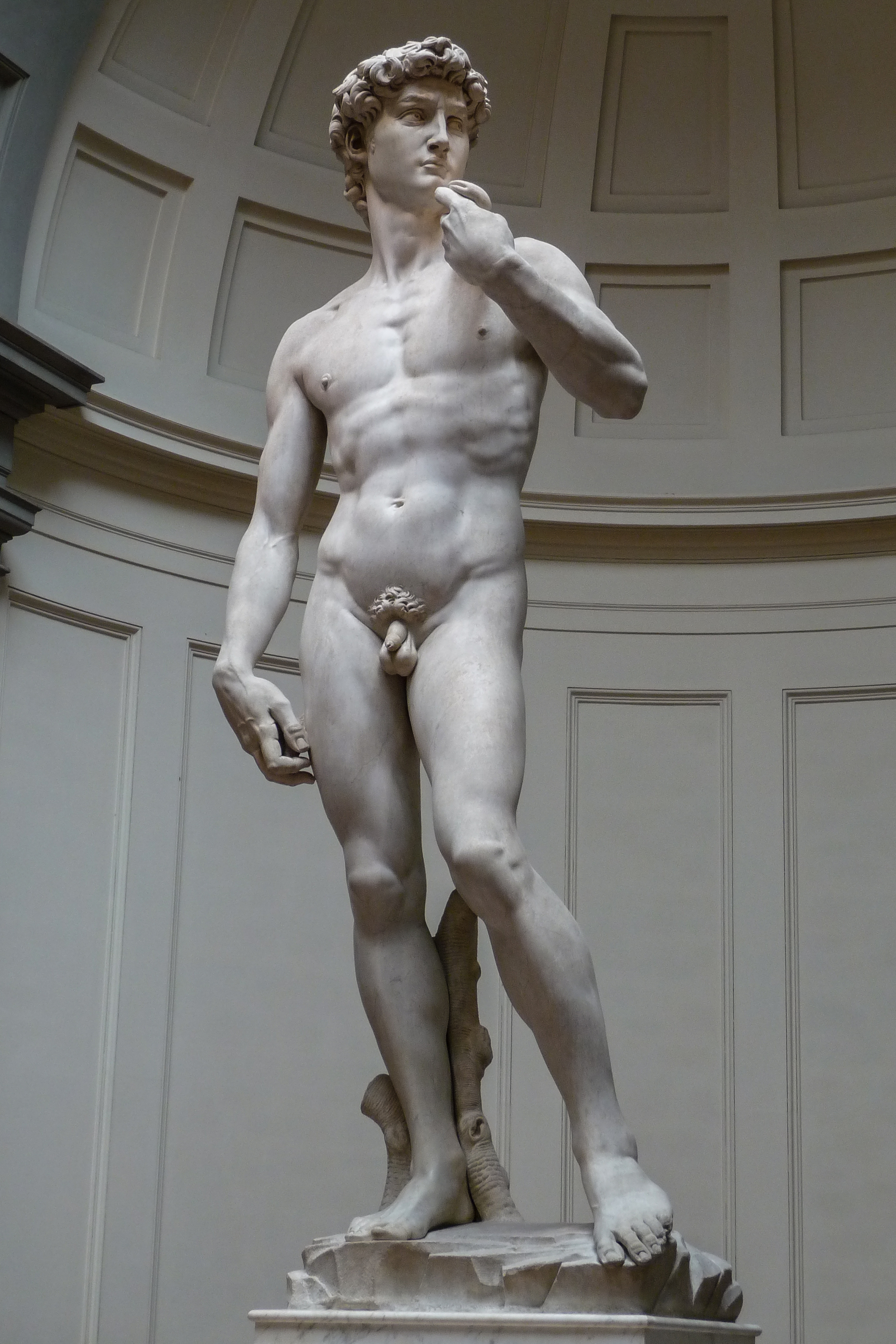
미켈란젤로의 '다비드'

이탈리아 회화의 아버지들인 치마부에와 조토는 피렌체에서 거주했고 마찬가지로 건축과 조각 분야의 혁신자 아르놀포와 안드레아 피사노 역시도 마찬가지였다. 르네상스의 시조들인 브루넬레스키, 도나텔로, 마사초, 그리고 기베르티, 델라 로비아스, 필리포 리피, 안젤리코 등도, 보티첼리, 파올로 우첼로, 그리고 만능의 천재인 레오나르도 다 빈치와 미켈란젤로 역시도 피렌체에 살았다.
이들의 작품은 다른 여러 시대의 예술가들의 작품들과 함께 우피치 미술관, '황금기'의 회화를 소장한 팔라티나 미술관, 르네상스 시대의 조각들을 소장한 바르젤로 미술관, 프라 안젤리코의 작품을 소장한 산 마르코 박물관, 아카데미아 미술관, 메디치 가문의 예배당들 미켈란젤로의 조각들을 소장한 부오나로티 가문의 저택, 바르디니, 호르네, 스티버트, 로마노, 코르시니, 피렌체 현대 미술관, 두오모 오페라 박물관, 은기 박물관, 보석 박물관 등 피렌체의 미술관 및 박물관에 소장되어 있다. 모자이크로 유명한 피렌체 세례당, 조각들로 유명한 피렌체 대성당, 프레스코화가 있는 중세 교회들 및 베키오 궁전, 피티 궁전, 메디치 리카르디 궁전, 다반차티 궁전 등 사설과 공설 궁전들, 수도원, 회랑, 리펙터리, '케르토사' 등 피렌체에는 일부 기념물들도 위치해 있다. 피렌체 고고학 박물관에는 에트루리아 문명에 관한 기록물들이 존재한다. 피렌체는 미술품들로 가득하여 일부 첫 피렌체 방문자들은 피렌체에 미술품들을 보고 스탕달 증후군을 겪는다.

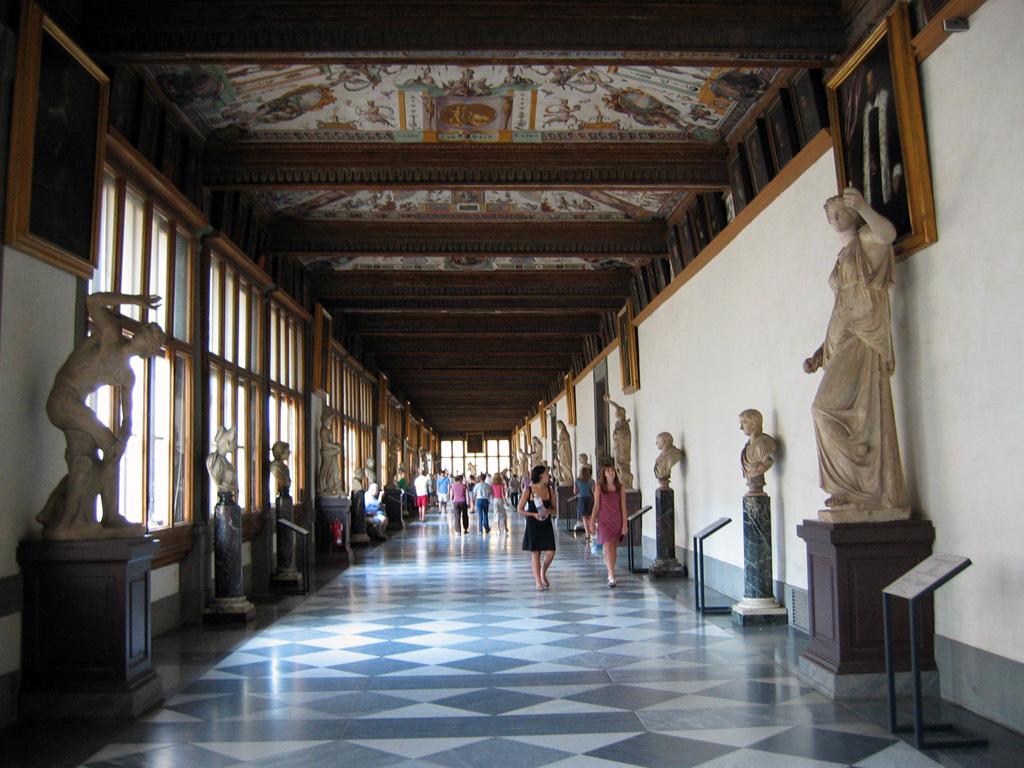
세계에서 10번째로 가장 많이 방문한 우피치 미술관.

필리포 브루넬레스키 (1377년-1466년)와 레온 바티스타 알베르티 (1404년-1472년) 등의 피렌체 건축가들은 르네상스 건축과 신고전주의 건축의 아버지들 중 한 명이다.
브루넬레스키의 돔이 얹어져 있는 피렌체 대성당은 피렌체의 스카이라인의 특징이다. 피렌체인들은 13세기 말에 돔이 없이 건축물을 짓기로 결정했었다. 14세기에 브루넬레스키가 제시한 설계안은 당시 기준으로 가장 큰 돔 설계도였고, 로마의 판테온 그리고 콘스탄티노폴리스의 하기아 소피아 등 로마 시대의 두 거대한 돔 건물 이래로 유럽에 지어진 첫 대형 돔이었다. 산타 마리아 델 피오레의 돔은 벽돌로 이뤄진, 세계에서 가장 큰 돔으로 남아 있다. 두오모의 앞에는 중세 세례당이 위치해 있다. 두 건축물은 자신들이 지닌 장식성을 중세에서 르네상스로의 전환으로 통합시켜냈다. 최근 들어, 주변의 조토의 종탑을 포함해 두 건축물에 있는 예술품들 중에 가장 뛰어난 것들은 다른 곳으로 옮겨지거나 모작들로 대체되었다. 그림 원본은 현재 대성당의 바로 동쪽에 있는 두오모 오페라 박물관에서 소장 중이다.
피렌체에는 산 미니아토 알 몬테, 산 로렌초, 산타 마리아 노벨라, 산타 트리니타, 산타 마리아 델 카르미네, 산타 크로체, 산토 스피리토, 안눈치아타, 오니산티, 그외 여러 곳에 미술품들로 채워진 교회 다수가 존재한다.

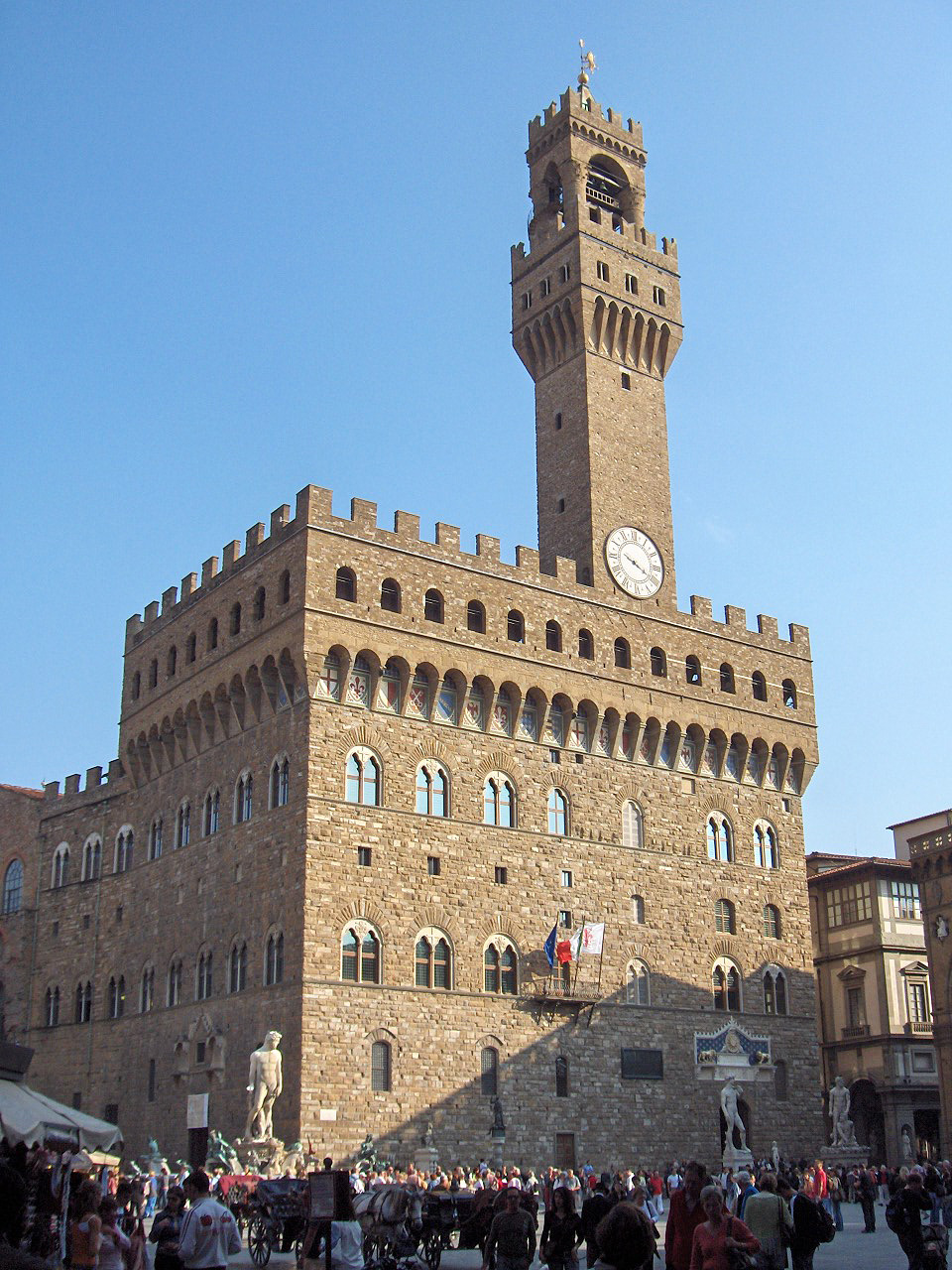
베키오 궁전으로 더 잘 알려진 시뇨리아 궁전

피렌체와 관련된 예술가들은 아르놀포 디 캄비오와 치마부에부터 시작하여 to 조토, 난니 디 반코, 파올로 우첼로에 이르며, 로렌초 기베르티를 거쳐 도나텔로, 마사초, 델라 로비아 가문 등이 있었고, 프라 안젤리코, 보티첼리, 피에로 델라 프란체스카 등을 거쳐서는 미켈란젤로, 레오나르도 다 빈치에 이른다. 그 외에는 벤베누토 첼리니, 안드레아 델 사르토, 베노초 고촐리, 도메니코 기를란다요, 필리포 리피, 베르나르도 부온탈렌티, 오르카냐, 폴라이우올로, 필리피노 리피, 베로키오, 브론치노, 데시데리오 다 세티냐노, 미켈로초, 로셀리 가문, 상갈로 가문, 폰토르모 등이 있었다. 피렌체에서 활동했던 다른 지역 출신 예술가들로는 라파엘로, 안드레아 피사노, 잠볼로냐, 일 소도마, 페테르 파울 루벤스가 있다.

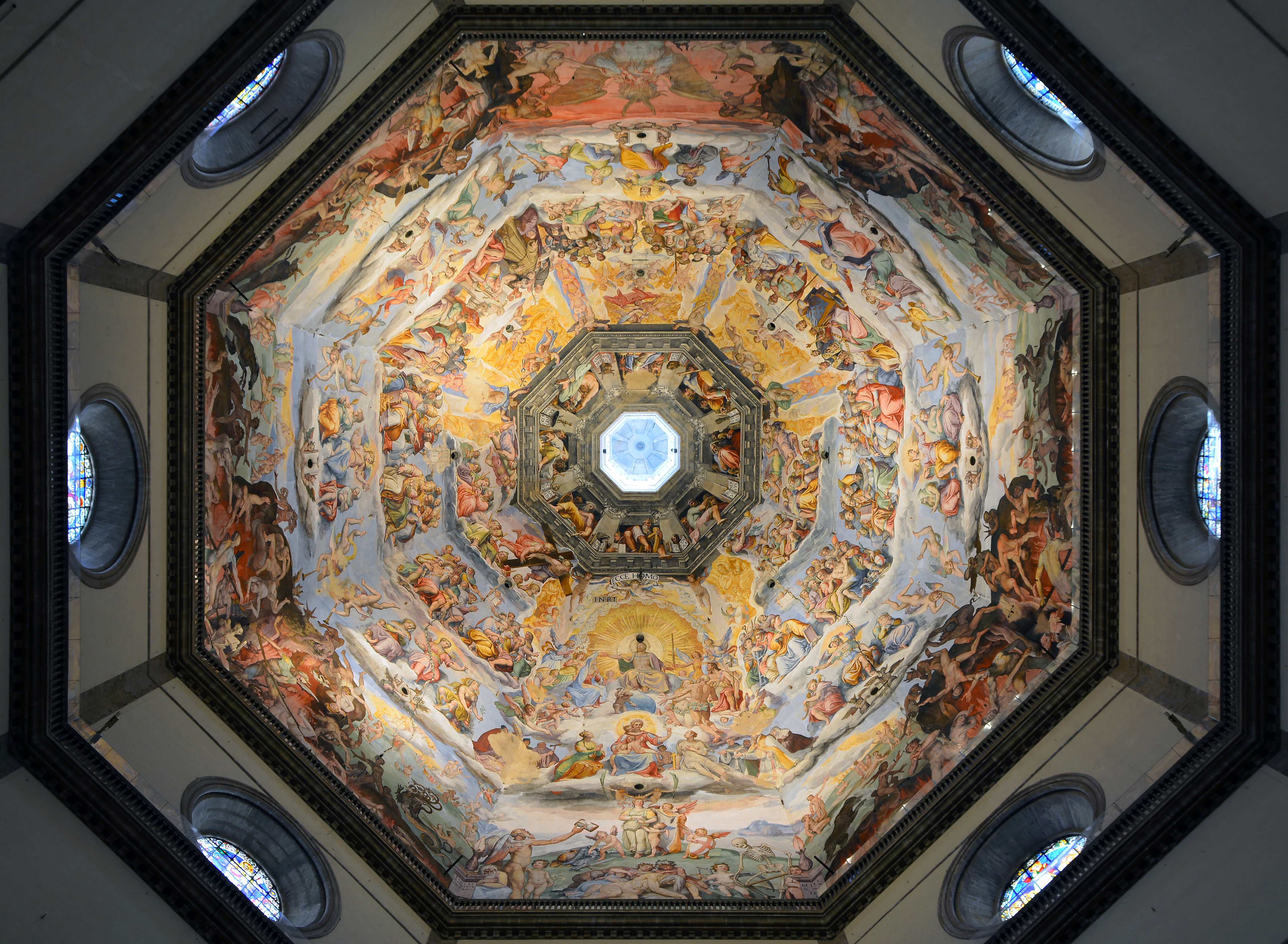
브루넬레스키의 돔

피렌체의 화랑에는 우피치와 피티궁이 있다. 조각품에 대해 대형 컬렉션을 갖춘 곳에는 바르젤로 미술관과 두오모 박물관이 있다. 이 시설들은 도나텔로, 베로키오, 데시데리오 다 세티냐노, 미켈란젤로 등등으로 채워져 있다. 아카데미아 미술관에는 1501년과 1504년 사이에 제작되어 세계 어디를 가더라도 가장 잘 알려진 예술품인 미켈란젤로의 다비드와, 미켈란젤로가 교황 율리오 2세의 무덤 장식을 위해 제작한 미완의 노예 조각상들이 있다. 그 외의 주요 볼거리에는 중세 피렌체의 시청사인 시뇨리아 궁전 (베키오 궁전으로도 알려짐), 고고학 박물관, 과학사 박물관, 다반차티 궁전, 스티버트 박물관, 산 마르코, 메디치 예배당, 산타 크로체 박물관, 산타 마리아 노벨라의 클로이스터 박물관, 동물학 박물관 ('라 스페콜라'), 바르디니 미술관, 호르네 미술관 등이 있다. 현대 조각가인 마리노 마리니가 제작한 작품들의 컬렉션이 그의 이름을 딴 박물관에 소장 중이기도 하다. 스토리치 궁전은 특별 전시회가 열리는 장소이다.

### 언어
피렌체와 그 주변 지역에서 사용한 피렌체어 ('fiorentino')는 토스카나 방언에 속하고 현대 이탈리아어의 조어이다.
피렌체어의 어휘와 발음이 표준 이탈리아어와 상당히 일치하나, 차이는 분명 존재한다. 'Vocabolario del fiorentino contemporaneo' (현대 피렌체어 사전)는 모든 사회적 계층에서 특정 집단이 사용하는 어휘 부분에서 차이가 있다고 밝히고 있다. 피렌체어는 이른바 토스카나 후두음으로 인해 음성 부분에서 상당한 구분이 된다는 점인데, 모음 두 개 사이에 hard c" /k/ 가 영어의 h와 유사한 마찰음 [h]로 발음되는데 이에 따라 'dico' (1인칭 화법으로 "나는 말한다"를 뜻함)는 it-IT-52로, 'i cani'(그 개들)는 is it-IT-52로 발음된다. 비슷하게, 모음 사이의 't'는 영어의 'thin' 의 [θ]로, 'p'는 양순마찰음 [ɸ]가 된다. 그 외의 특징들로는 일상어로 현재 가정법을 자주 사용하면서 중세 시대 때 흔히 사용됐던 가정법 형태를 사용한다는 점, 일상어로 현재 가정법을 자주 사용한다는 점, "il"이라고 하는 대신에 [i]라고 하면서 정관사의 발음을 짧게 만들어서 이어지는 자음의 중복 야기해, 예시로 '그 개들'을 뜻하는 'il cane'가 [ikˈkaːne]로 발음된다는 점이다.
단테, 페트라르카, 보카초 등은 당시 대부분의 문헌에서 쓰인 라틴어 대신에 토착어를 이용한 선구자들이었다.

### 문학

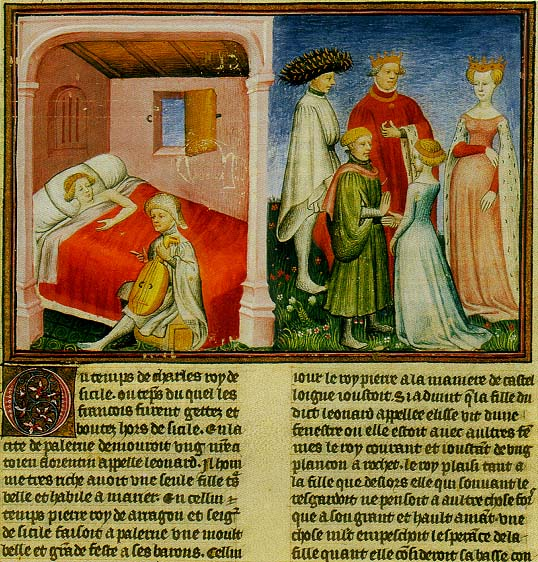
조반니 보카치오의 '데카메론' (1350년-1353년) 도입부

라틴어가 중세 시대 기간 궁정과 교회의 주 언어였음에도, 단테 알리기에리 같은 작가들과 여러 인물들은 자신들의 위대한 작품을 쓸 때 라틴어의 후손인 피렌체 토착어를 사용하였다. 피렌체어로 쓰인 가장 오래된 문헌은 13세기까지 거슬러 올라간다.  피렌체의 문학은 14세기에 완전히 전성기에 도달했으며, 이 당시는 '신곡을 내놓은 단테 그리고 페트라르카뿐만 아니라, 구이도 카발칸티와 라포 잔니 등의 시인들도 걸작을 내놓은 시기였다. 단테의 최고 걸작인 '신곡'은, 시인 본인이 지옥, 연옥 그리고 마침내는 천국으로 이어지는 우화적 그리고 도덕정 여정을 하는 내용을 다루고 있으며, 이 여정 중 그는 여러 신화 속 인물이나 그의 동시대 혹은 그 이전 시대의 실제 인물들을 만난다. 그는 처음에는 로마의 시인 베르길리우스의 안내를 받는데, 그의 비기독교적 믿음은 그를 지옥에 빠트리도록 했다. 이후에 단테는 그를 천국을 안내해준 베아트리체와 만나게 된다.
14세기에, 페트라르카 그리고 조반니 보카치오는 1321년에 단테가 죽은 이후 피렌체의 문학계를 이끌었다. 페트라르카는 다방면에 다재다능한 작가이자 시인이었으나, 특히 저서 '칸초니에레'로 유명하며, 이 시집에서 그는 라우라에 대한 그의 끊임없는 사랑을 전하였다. 그의 서술 방식은 '페트라르카 시풍'으로 알려지게 되었다. 보카치오는 흑사병으로도 알려진 1350년대 가래톳페스트가 피렌체에 유행하여 일부 사람들이 황폐화된 도시에서 고립된 교외의 저택으로 도망가, 그곳에서 중세와 동시대 전승에서 가져온 이야기와 소설을 다시 풀어내며 시간을 보낸 이야기를 다룬 '데카메론'으로 유명하다. 이 책에 쓰인 이야기는 모두 다른 100편으로 구성되어 있다.
르네상스 시대인 16세기에, 피렌체는 정치 작가이자 철학자인 니콜로 마키아벨리의 고향이었으며, '군주론'에서 자세히 전한, 지도자들이 이 땅을 다스리는 법에 대한 그의 생각은 유럽의 왕궁에 널리 퍼져나갔고 수 세기 동안 끊임없는 인기를 누렸다. 그가 제시한 개념들은 '마키아벨리주의'로 알려지게 됐다.

### 비디오 게임
피렌체는 '어쌔신 크리드 2' 등의 비디오 게임 무대로 등장한 바 있다.

### 요리

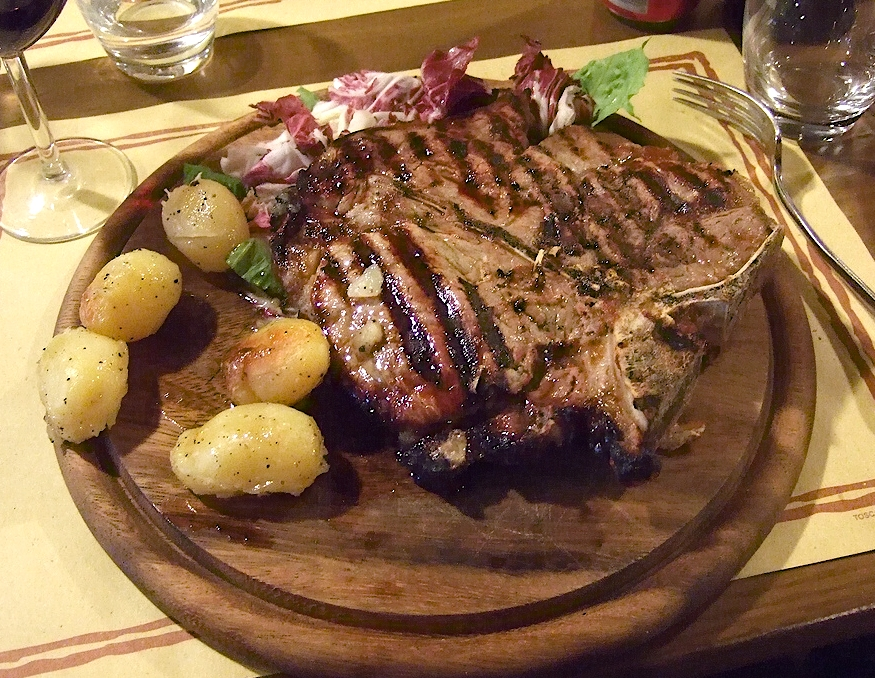
피렌체의 피렌체식 스테이크

피렌체 요리는 고상한 고급 요리보다는 농민들의 음식 전통에서 발전하였다. 음식들 대부분은 육류를 기반으로 하고 있다t. 모든 부위가 섭취되었는데 양 ('trippa')과 위 ('람프레도토') 등은 한때 레스토랑의 메뉴판에 올라가 있었고 여전히 피렌체 전역에 위치한 푸드 카트에서 판매되고 있다. 안티파스토에는 원형으로 얇게 짜른 빵에 파테로 구워낸 닭의 간을 올린 '크로스티니 토스카니'(crostini toscani),  얇은 고기 (주로 프로슈토와 살라미이며, 보통 제철이면 멜론이 같이 제공된다)가 있다. 보통 소금 간을 하지 않고 천연 르뱅으로 만들어낸 토스카나 빵은 피렌체 요리에서 흔히 모습을 보이며, 특히 이곳 지방의 수프인 '리볼리타', '파파 알 포모도로'와 같이 제공되거나, 여름에 제공되는 신선한 채소로 이뤄진 '판차넬라'라고 하는 샐러드 빵의 형태로 올라간다. '비스카 알라 피오렌티나'는 키아니나종의 티본 부위를 뜨거운 숯으로 구워내어 아주 레어 형태로 제공되는 커다란 스테이크이며 (보통 중량이 1.2 to 1.5 kg or 2 lb 10 oz to 3 lb 5 oz는 되어야 함), 최근에는 변형 형태인 레어로 구운 다음 얇게 썰은 고기를 루콜라 위에 얹고 그 위에 슬라이스한 파마산 치즈를 올린 '탈리아타'(tagliata)로도 제공된다. 이 요리들 대부분은 최상품으로서 세계적인 명성을 누리는 이 지역에서 짜낸 올리브유와 일반적으로 같이 제공된다. 
디저트로는, 흰 플랫브레드 케이크인 '스키아차타 알라 피오렌티나'(스키아차타 알라 피오렌티나)가 가장 인기 있는데, 아주 부드러운 식감의 케이크이고, 매우 간단한 재료가 요구가 필요하며, 전형적인 피렌체 음식으로 카니발에서 주로 먹는다.

### 패션

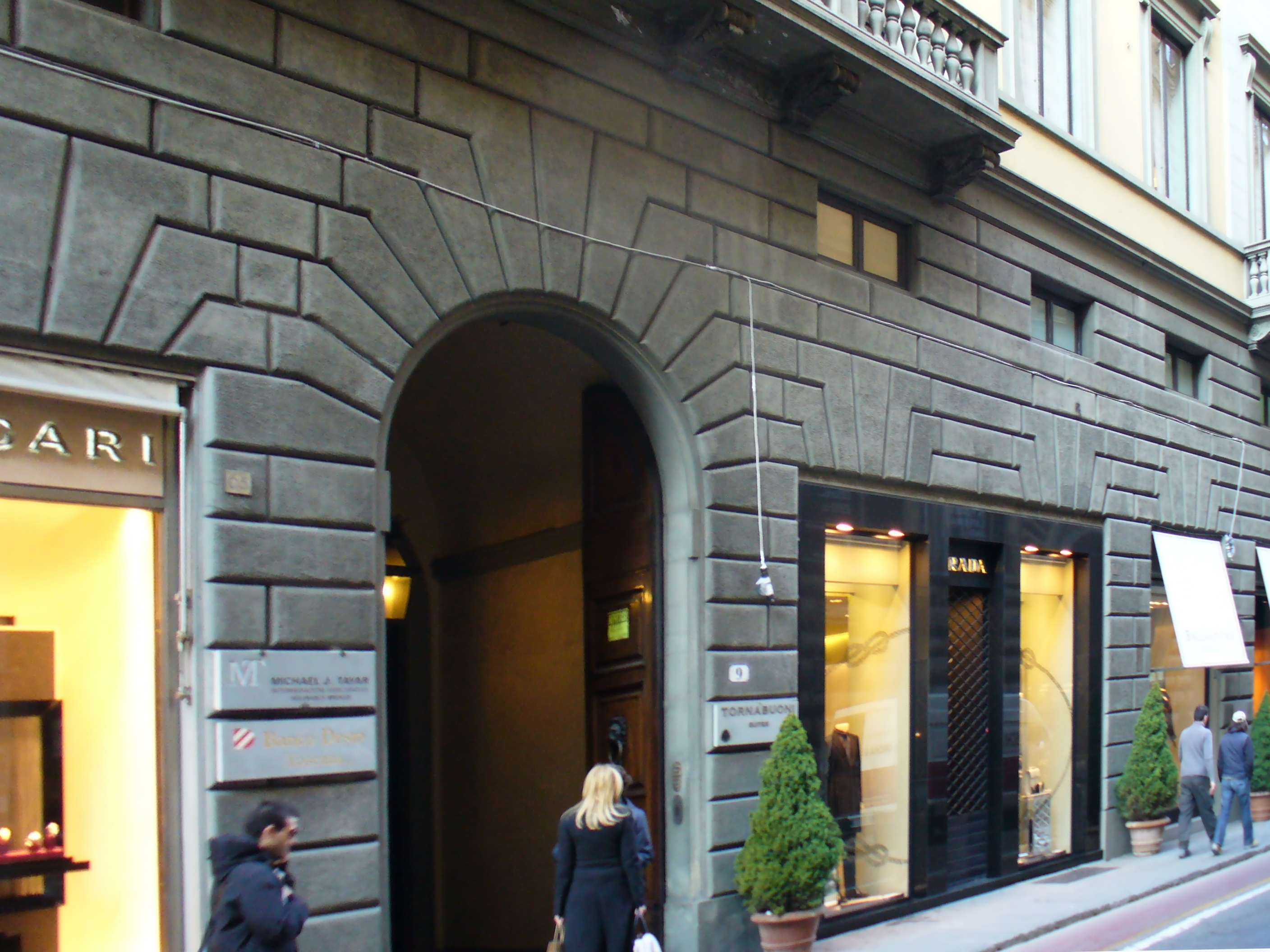
피렌체의 토르나부오니 거리를 따라 있는 명품 가게들

1300년 쯤, 피렌체는 유럽의 직물 생산 중심지가 되었다. 르네상스 시대 피렌체의 여러 부유한 가문은 지역에서 생산해낸 고급 옷감을 구입했던 자들이었고, 보통 저평가 받고 있는 이 시기 피렌체의 경제와 문화에 패션 분야의 전문가들이었다. 피렌체는 일부에서는 이탈리아의 현대 (제2차 세계대전 이후) 패션 산업의 탄생지이자 초기 중심지로 여겨진다. 조반니 바티스타 조르지니가 조직한 1950년대 초 피렌체의 축제 (soirées)는 이탈리아 패션 디자이너들이 단체로 참여한 행사였고 처음으로 국제적인 관심을 모았다. 피렌체는 1928년 이래로 이탈리아 패션 회사 살바토레 페라가모 S.p.A.의 본사가 위치한 곳이다. 구찌, 로베르토 카발리, 에밀리오 푸치 역시도 피렌체에 본사를 두고 있다. 프라다와 샤넬 등 그 외 패션 산업의 대형 회사들도 피렌체나 근교에 대형 사옥이나 판매점을 두고 있다. 피렌체의 주요 고급 쇼핑 거리는 토르나부오니 거리로, 아르마니와 불가리 같은 주요 고급 의류사 및 주얼리 사들이 입점해 있다. 파리오네 거리와 로마 거리 등도 고급 패션 가게들이 입점해 있는 것으로 유명하다.

### 역사 행사

#### '스코피오 델 카로'
'스코피오 델 카로' ("불꽃 수레")는 제1차 십자군 전쟁을 기념하는 행사이다. 부활절 날에, 피렌체어로 브린델로네(Brindellone)라 부르고 흰 소 네 마리가 끄는 수레를 세례자 요한 예배당과 피렌체 대성당 사이에 위치한 두오모 광장까지 끌고 가게 한다. 이 수레는 대성당 내부와 밧줄로 연결되어 있다. 이 수레 주변에는 전설에 따르면 피렌체에 있어 행운의 상징인 비둘기 장치가 있는데, 부활절 미사가 끝나면, 대성당의 익랑에서 이 비둘기 장치를 날려 보내 수레에 충돌시켜 미리 실어놓은 폭죽에 불을 붙인다.

#### '칼초 스토리코'

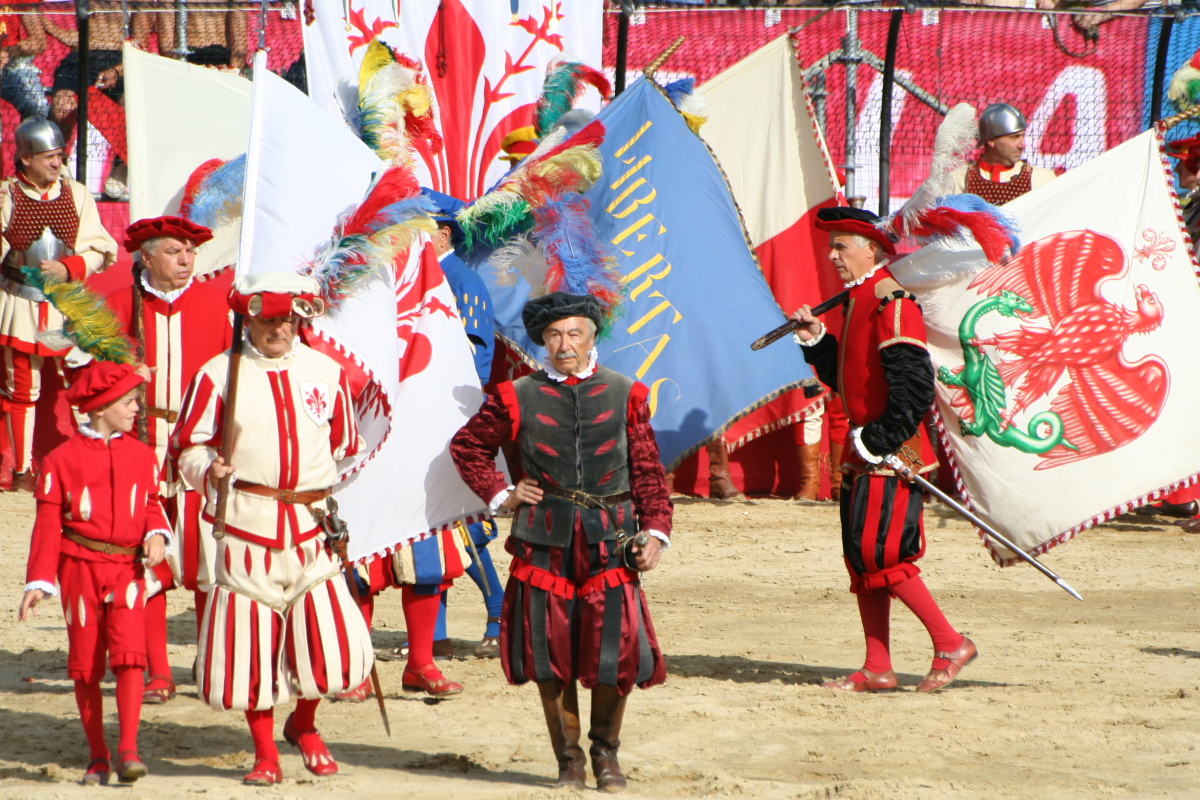
칼초 스토리코

이따금 '칼초 인 코스투메'(Calcio in costume)'라고도 불린 칼초 스토리코 피오렌티노' (Calcio Storico Fiorentino, '전통 피렌체 축구')는 실제 경기 방식은 럭비와 좀 더 유사하지만, 축구의 전신으로 여겨지는 전통 스포츠이다. 이 스포츠는 중세 시대에서 기원을 했는데, 당시에 피렌체의 최고위 귀족들이 화려한 복장을 입고 공놀이를 즐겼다고 한다. 가장 중요한 경기가 피렌체 공방전이 벌어지던 1530년 2월 17일에 열렸었다. 이 날 교황령의 군대가 피렌체를 포위하고 있었는데 이 적들을 개의치 않던 피렌체인들은 이러한 상황 속에서도 경기를 하고 결정했다고 한다. 칼초 스토리코는 산타 크로체 광장에서 벌어지며 이 광장에 옥외 관람성과 모래로 덮은 경기장을 갖춘 임시 경기장이 세워지고 6월 말에서 7월 초에 걸쳐 피렌체의 각 구역 (quartiere)을 대표하는 네 팀 간의 경기들이 벌어진다. 이 네 팀은 아추리 (Azzurri, 담청색), 비앙키 (Bianchi, 흰색), 로시 (Rossi, 적색), 베르디 (Verdi, 녹색) 등이다. 아추리는 산타 크로체 지역 팀이고, 비앙키는 산토 스피리토 지역, 베르디는 산 조반니, 로시는 산타 마리아 노벨라 등을 대표한다.

## 관광지
피렌체는 피렌체가 지닌 기념물, 교회 시설, 건축물 등으로 '르네상스의 요람'('la culla del Rinascimento')으로 알려져 있다. 피렌체에서 가장 유명한 곳은 '두오모'(Duomo)로 알려진 피렌체의 돔모양의 대성당인 산타 마리아 델 피오레로, 이곳의 돔은 필리포 브루넬레스키가 설계하였다. 인접한 곳에 있는 종탑 (일부는 조토가 설계)과 예배당도 주요 관광지이다. 완공된 지 600여 년이 지난 피렌체 대성당의 돔은 여전히 벽돌과 모르타르로 지어진 돔 중에서는 세계에서 가장 큰 돔이다. 1982년에,  피렌체 역사 지구 (이탈리아어: centro storico di Firenze)가 유네스코 세계 문화 유산으로 등재되었다. 피렌체 역사 지구는 도시를 보호하기 위해 14세기에 지어진 중세시대 성벽 안에 포함되어 있다. 도시 중심부에 위치한 시뇨리아 광장에는 바르톨로메오 암만나티의 넵투누스 분수 (1563년–1565년)가 있으며, 현재까지 작동하는 로마 시대의 용수로로 종점에 있고 대리석 조각의 걸작으로 평가된다.
피렌체의 배치와 구조는 여러가지 면에서 주둔지 취락으로 설계되었던 로마 시대의 배치 구조로 거슬러 올라간다. 그럼에도, 도시의 대부분은 르네상스 시대에 건축된 것이다. 도심 내 르네상스 건축물이 강력한 존재감을 드러내고 있기는 하지만, 중세 시대, 바로크 시대, 신고전주의, 현대 건축 등의 흔적들도 찾아 볼 수 있다. 베키오 궁전은 피렌체 대성당 또는 두오모와 더불어 피렌체의 스카이라인을 책임지는 건축물이다.
피렌체의 구도심을 따라 가로지르는 아르노강은 이곳에 살았던 여러 인물들만큼이나 피렌체 역사에 있어 특징이라 할 수 있다. 역사적으로, 피렌체 사람들은 아르노강과 애증 관계를 갖고 있는데, 이곳의 강은 피렌체에 상업을 활성시켜줌과 동시에 범람으로 파괴시키기도 하였다.
특히 피렌체의 다리 중 하나가 특별한데 바로 베키오 다리 ('옛 다리')이며, 이 다리의 가장 두드러지는 특징은 지주를 통해 떠받친 다리의 가장 자리를 따라 설치된 여러 가게들이다. 또한 우피치와 메디치 가문의 거처 (피티 궁전)를 연결하는 바사리 회랑이 존재하기도 한다. 이 다리가 원래 위치했던 곳의 최초로 지어진 다리는 에트루리아 시대 때 만들어진 것이며, 현재의 다리는 14세기에 재건된 것이다. 제2차 세계대전이 벌어지고 나서 피렌체 내 온전하게 남아 있는 유일한 다리이기도 하다. 또한 베키오 다리는 라이즈 스팬 비(Span-to-rise ratio) 및 하상 내 방해물을 적게 하기 위하여 지주의 숫자를 줄이기 위하여 결원아치를 사용하여 지은 서방 최초의 다리이다 (로마 시대의 알코네타르 다리보다 지주를 줄이는 데 훨씬 성공적이었다)
산 로렌초 성당에는 15세기부터 18세기까지 피렌체의 가장 강력한 가문이었던 메디치 가문의 마우솔레움인 메디치 예배당이 있다. 인접한 곳에 있는 우피치 미술관은 세계에서 가장 뛰어난 미술관 중 하나로, 메디치 가문의 마지막 인물의 유산을 기반으로 지어졌다.
우피치는 수세기 동안 피렌체 사람들의 삶과 정치의 중심지 역할을 하던 장소인 시뇨리아 광장의 모서리에 있다. 시뇨리아 궁전을 마주보고 있는 시뇨리아 광장은 피렌체 지자체의 중심지 역할을 하고 있다. 미술사적으로 여러 중요한 사건들 및 정치적 변화들이 이곳에서 벌어졌었다:
- 1301년, 단테 알리기에리가 이곳에서 추방을 당함 (우피치의 벽면에 있는 한 명판에 기록).
- 1478년 4월 26일, 야코포 데 파치와 그의 무리들이 'La congiura dei Pazzi' ('파치 음모')로 알려진 암살 계획을 일으켜 줄리아노 데 메디치를 살해하고 그의 형제인 로렌초를 부상입히며 메디치 정권을 상대로 도시를 차지하려 했다. 이 음모에 가담한 자들은 피렌체 시민들에 의해 붙잡혀 시뇨리아 궁전의 창문에서 교수형을 당했다.
- 1497년, 도미니코회 소속 수사이자 예언가 지롤라모 사보나롤라에 의해 촉발된 허영의 소각이 일어난 장소이다.
- 1498년 5월 23일, 사보나롤라와 그의 추종자들은 교수형 당한 뒤 불태워졌다. (광장에 그가 교수형을 당한 곳이 표시되어 있다)
- 1504년, 미켈란젤로의 다비드 (원본이 1873년에 아카데미아 미술관으로 옮겨지고 난 뒤로 복제품이 대신함)가 시뇨리아 궁전 (베키오 궁전으로도 알려짐)앞에 설치됨.

시뇨리아 광장의 로자 데이 란치는 도나텔로, 잠볼로냐, 암만나티, 첼리니 같은 조각들의 여러 조각상들이 있는 장소이며, 조각상들의 일부는 보존을 위해 복제품으로 대체되어 있다.

산타 마리아 델 피오레
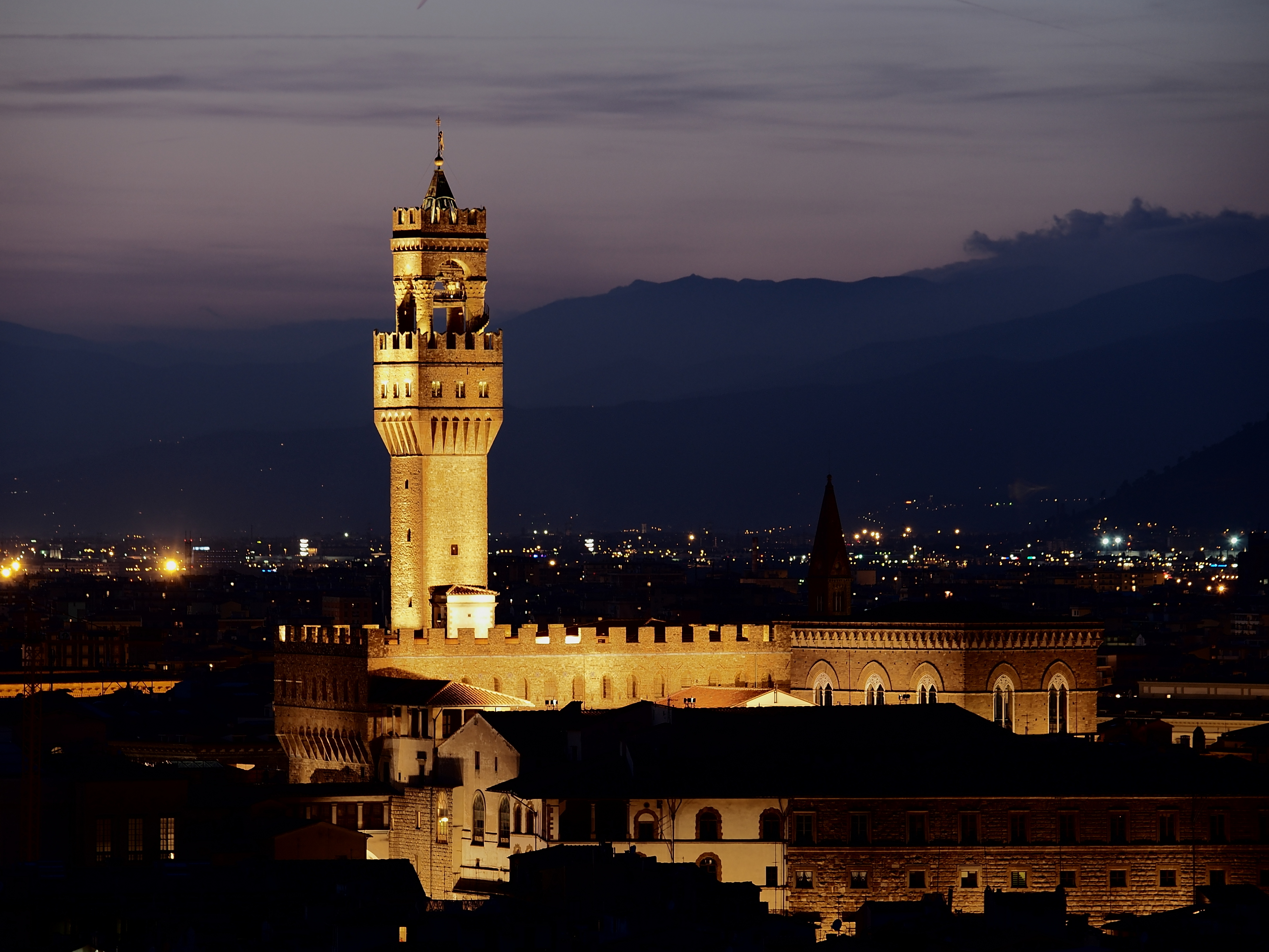
베키오 궁전
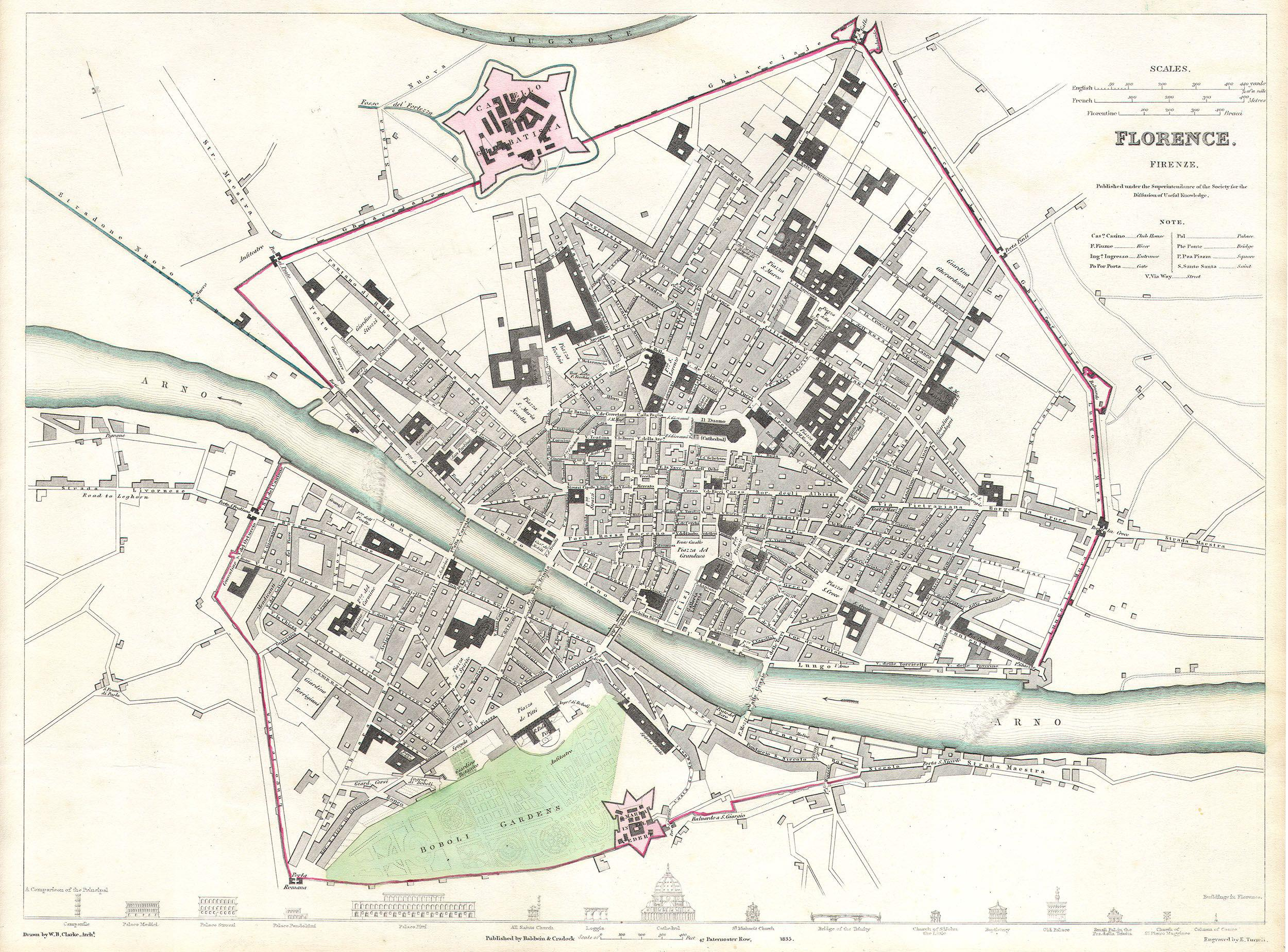
1835년 당시 피렌체의 도심 지도. 중세 시대의 도심에 대부분이 한정되어 있음을 보여준다.
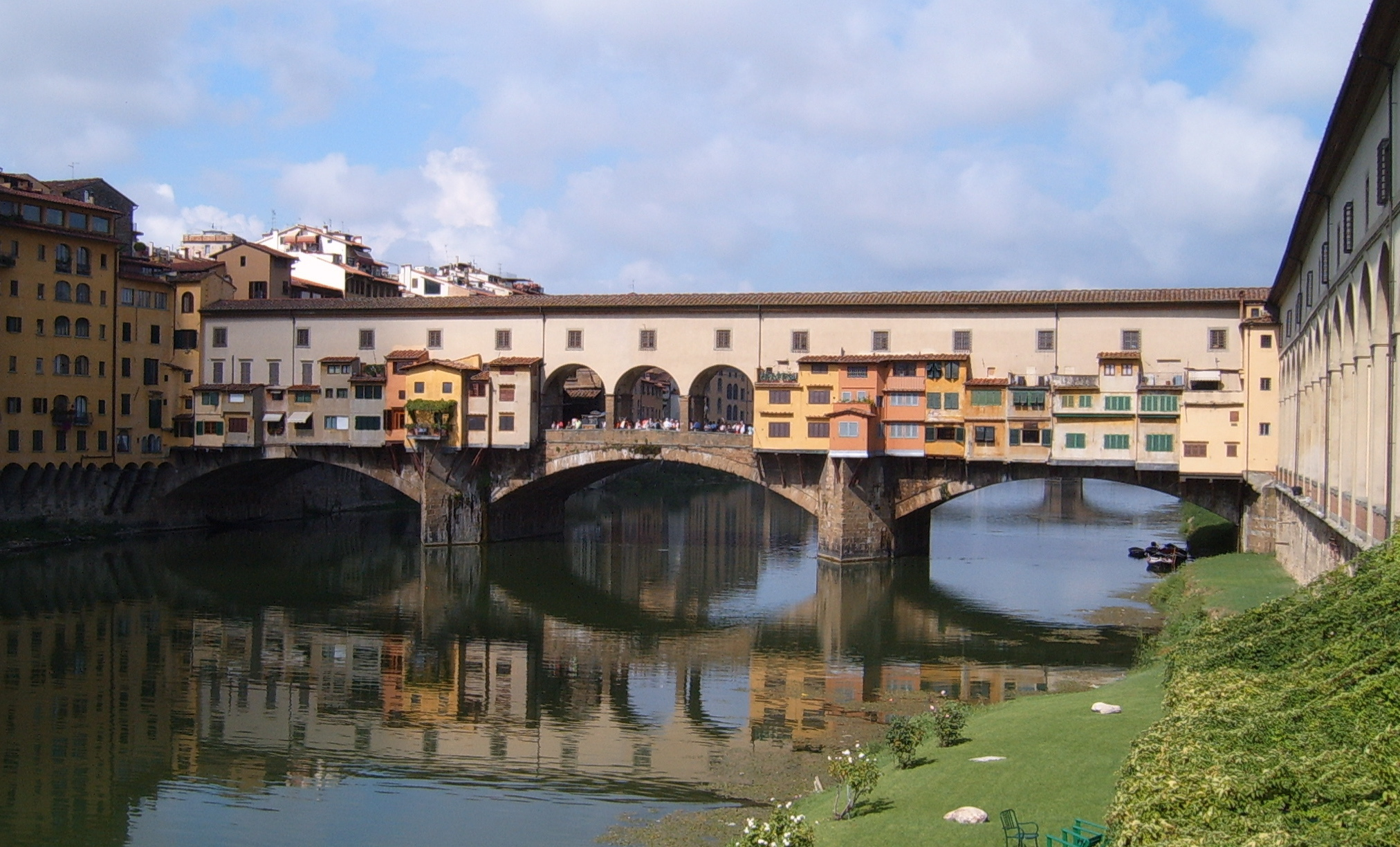
아르노강에 걸쳐 있는 베키오 다리
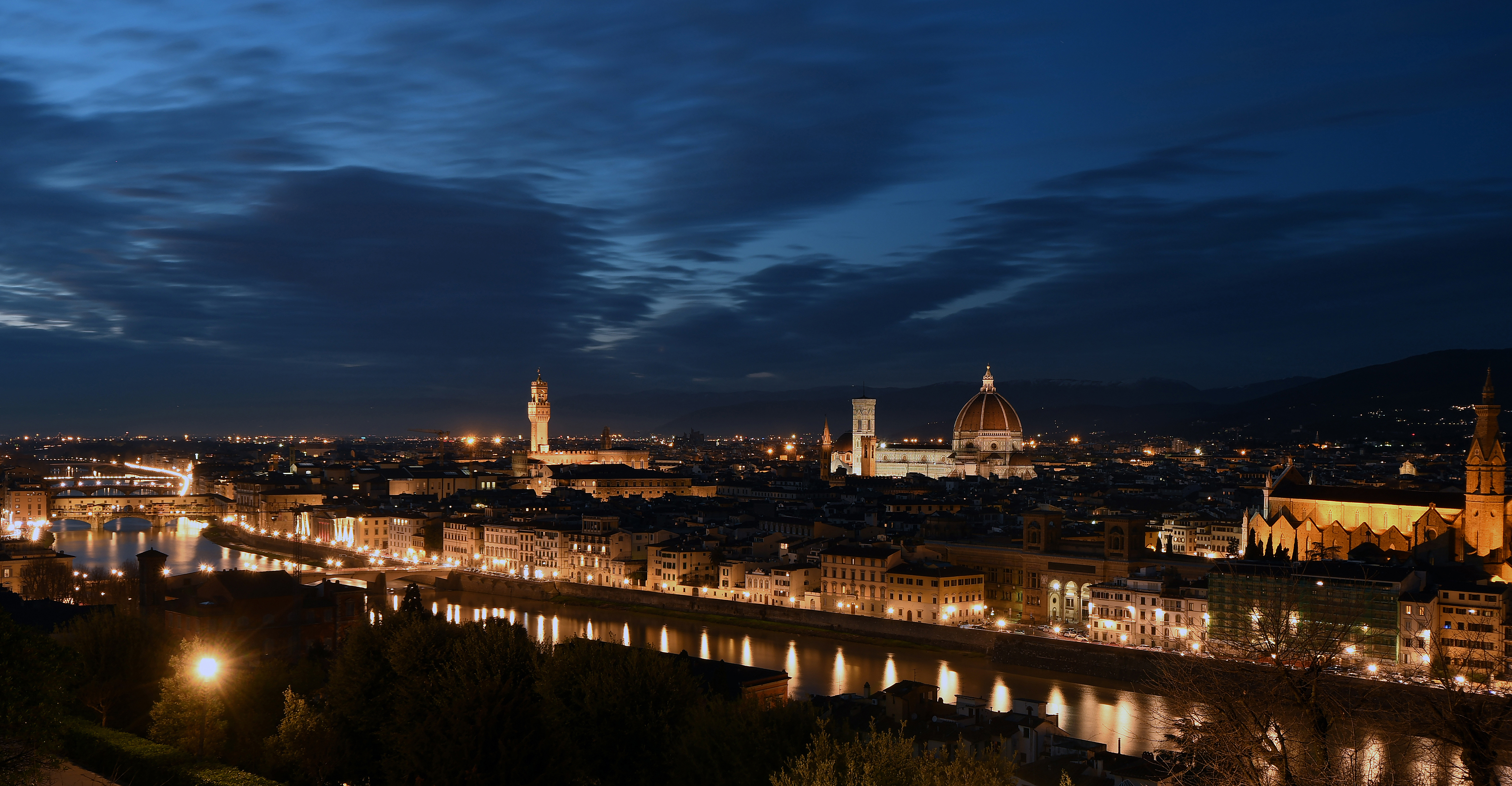
미켈란젤로 광장에서 본 피렌체 야경
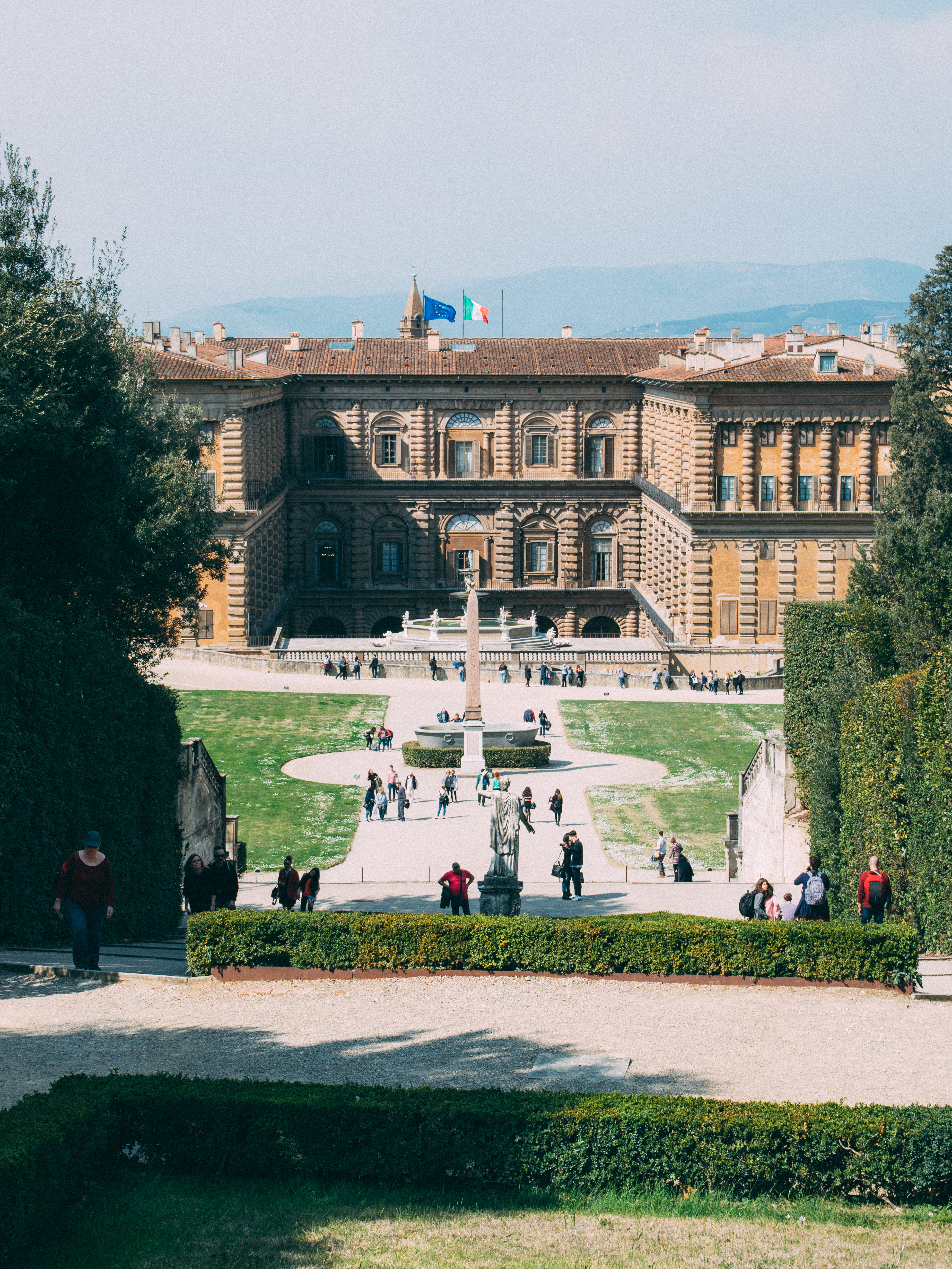
피티 궁전
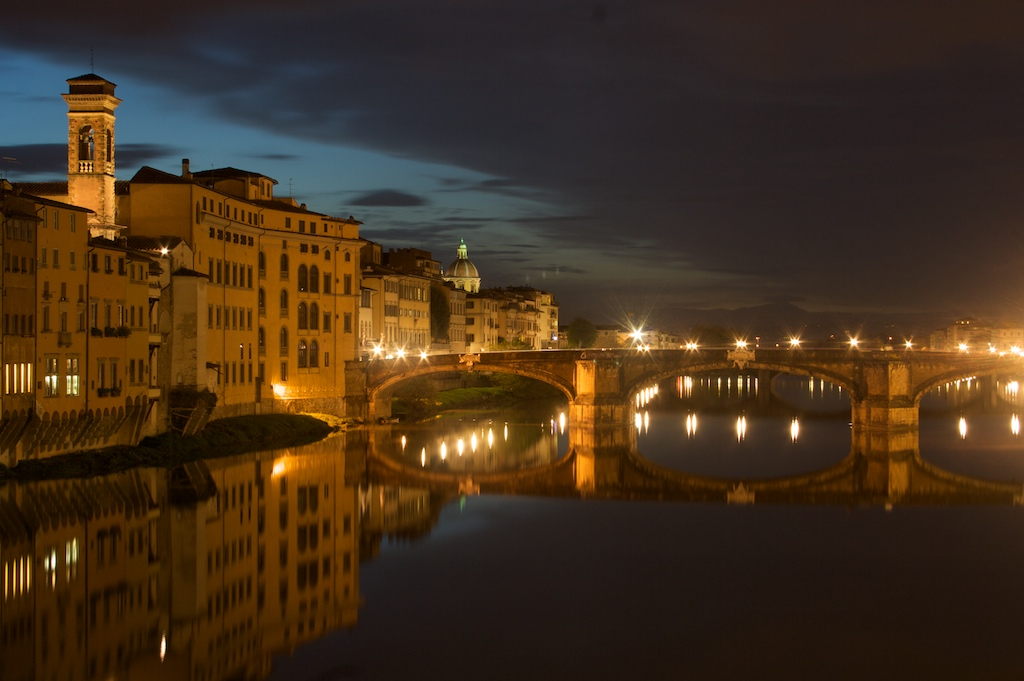
올트라르노 구역에 있는 산타 트리니타 다리
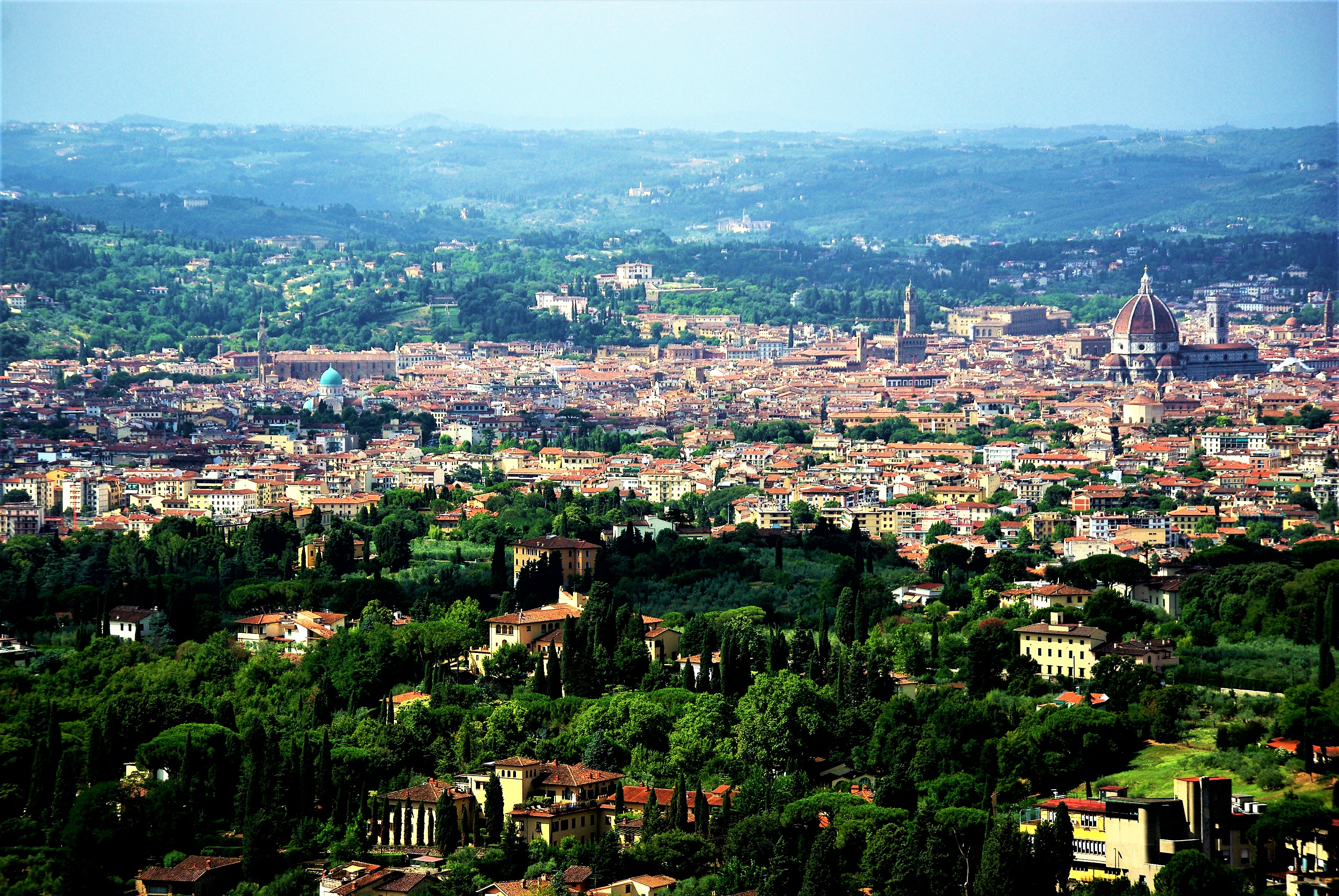
피에솔레 언덕에서 본 피렌체
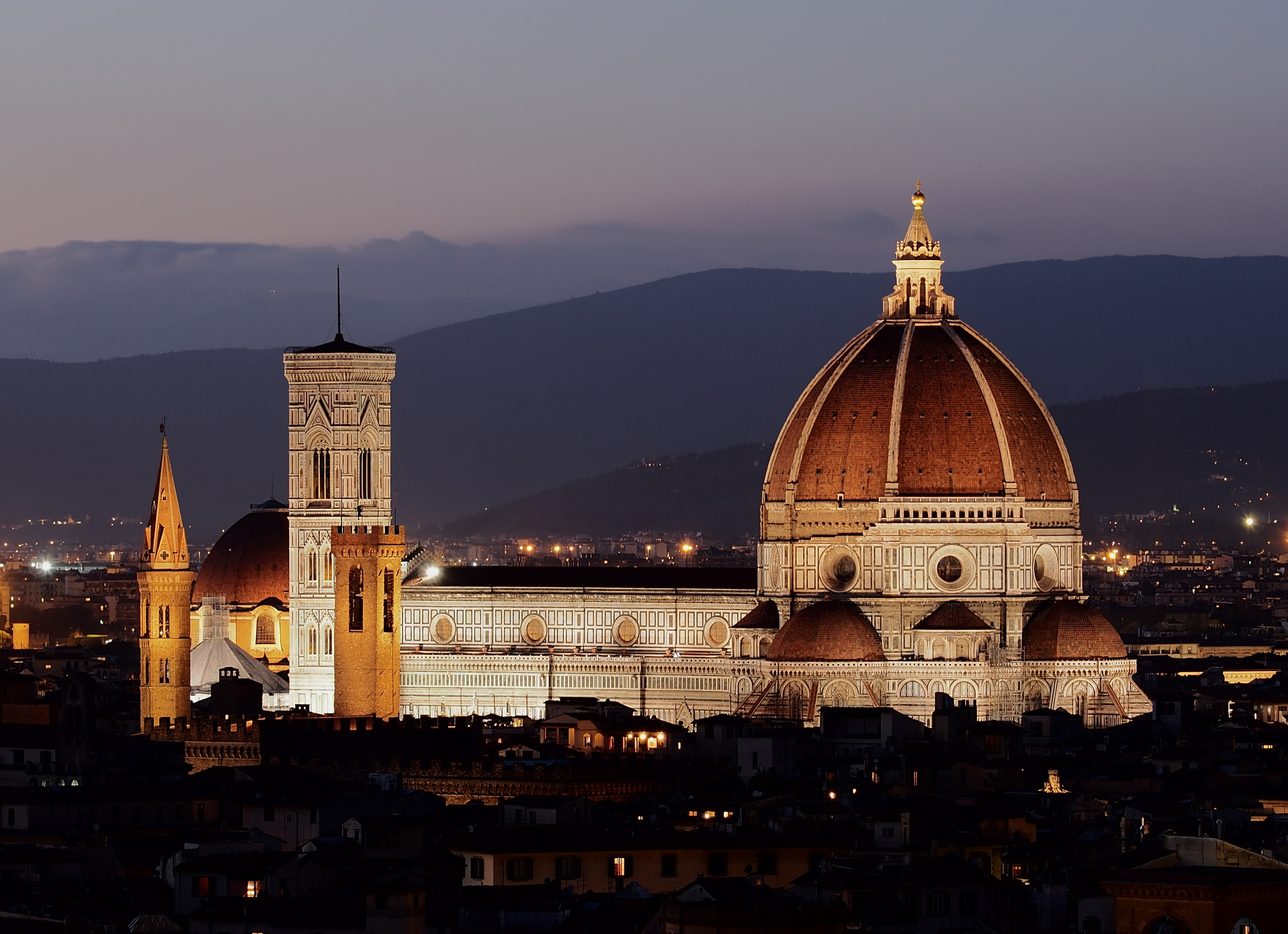
미켈란젤로 언덕에서 본 피렌체의 두오모

### 기념물, 박물관, 종교 시설물

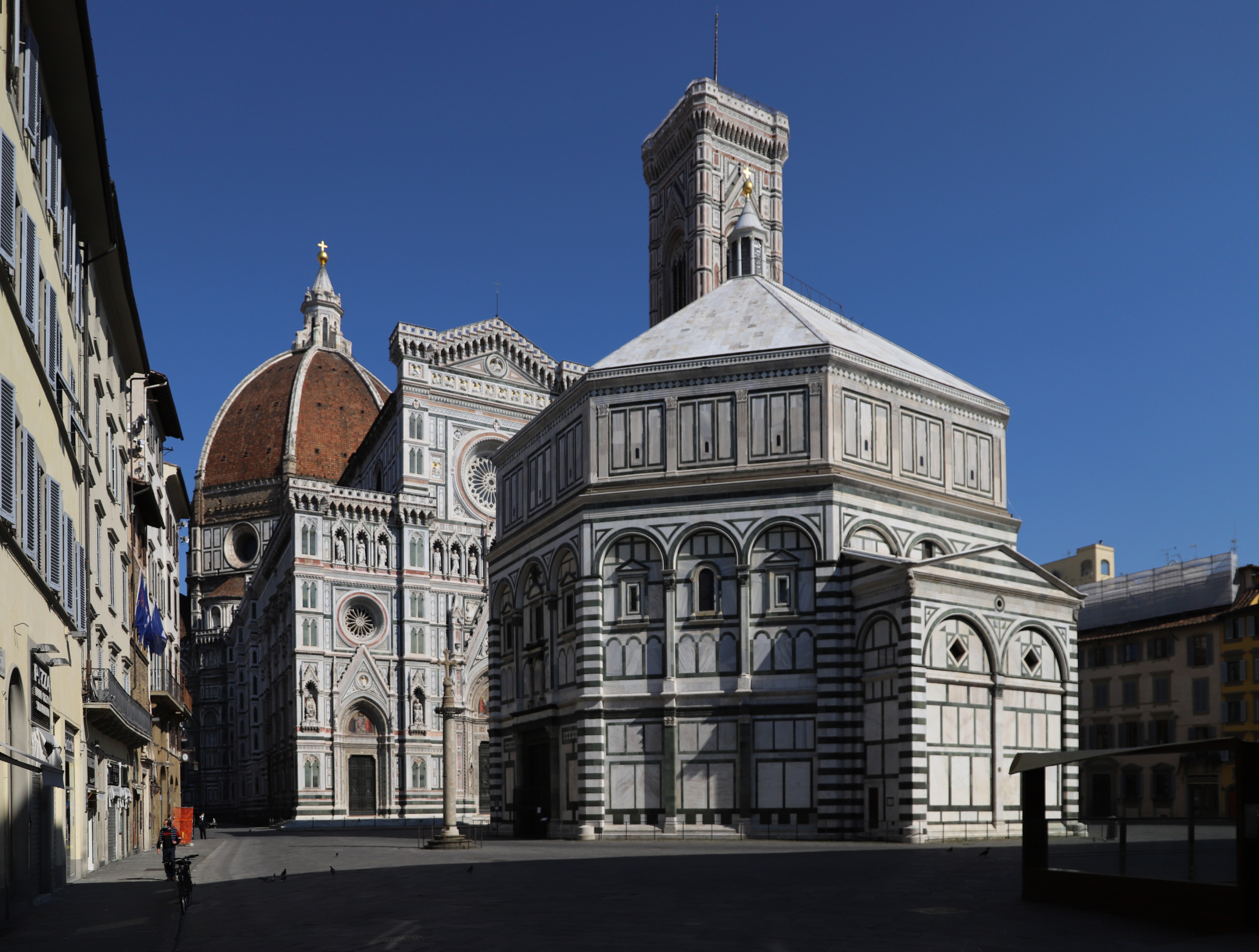
세례당, 대성당, 종탑

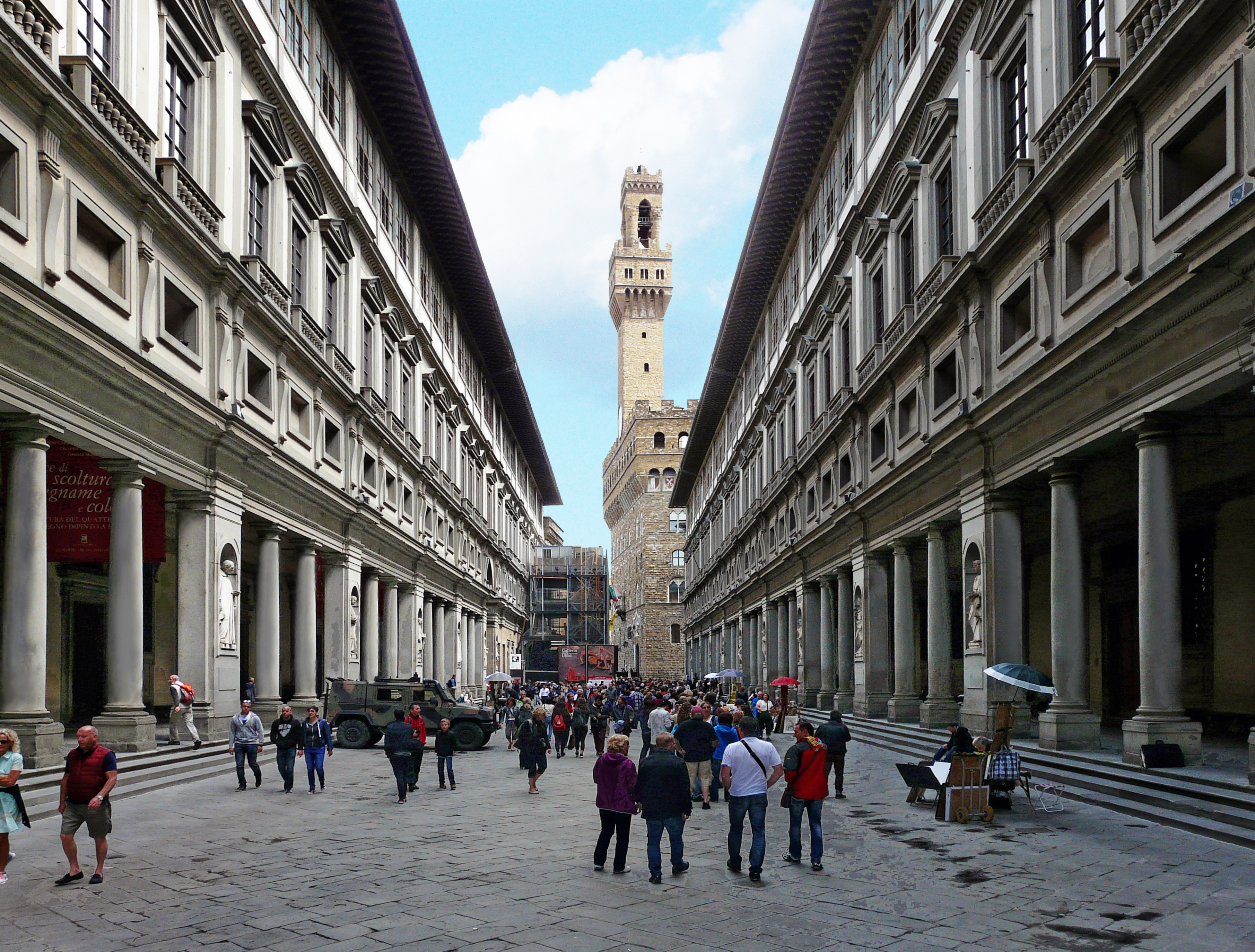
우피치 미술관

피렌체에는 여러 시대에 걸친 궁전들과 건물들이 존재한다. 베키오궁은 피렌체시 당국의 관청이자 또한 미술관이기도 하다. 이 거대한 로마네스크풍의 요새화 된 궁전은 시뇨리아 광장과 더불어 광장에 위치한 미켈란젤로의 다비드상 모조품, 인접한 로자 데이 란치를 내려다보고 있다. 피렌체 공화국의 중심인 피렌체의 시뇨리아에서 이름이 붙여져 '시뇨리아 광장'이라 붙여진 이곳 광장은 '포폴로 광장', '프리오리 광장', '두칼레 광장' 등 이곳의 긴 시간 동안 광장의 다양한 사용 용도에 따라 여러 이름이 붙여지기도 했다. 베키오 궁전의 현재 이름(베키오는 옛 궁전을 의미)은 메디치 가문의 공작 거처가 아르노강 너머의 피티 궁전으로 옮겨지면서 붙여졌다. 바사리 회랑을 통해 우피치와 피티궁이 연결되어 있다.
메디치 가문의 코시모 일 베키오를 위해 미켈로초 디 바르톨로메오가 설계한 메디치 리카르디 궁전은 또 다른 주요 건물이며, 1445년과 1460년 사이에 지어졌다. 이 건축물의 돌쌓기 작업 중 루스티카와 마름돌이 들어간 것으로 유명하다. 오늘날 피렌체시 당국의 본청 건물로 쓰이며 박물관 및 리카르디 도서관 등도 소재해 있다. 루스티카식 건축법이 도입된 민간 건축물의 예시라고 할 수 있는 스트로치 궁전은 메디치의 궁전에서 영감을 받았으나, 한층 더 조화로운 비율로 이뤄져 있다. 오늘날 이 궁전은 고고학 비엔날레 (Biennale dell'Antiquariato, 1959년 시작), 패션쇼, 그 밖의 문화 예술 행사 같은 국제 전시회 목적으로 사용된다. 이곳은 또한 국제 르네상스 기관 (Istituto Nazionale del Rinascimento) 및 도서관과 열람실로 유명한 가비네토 비쇠가 소재한 곳이기도 하다. 그 외에 유명 장소들이 있으며, 레온 바티스타 알베르티가 1446년과 1451년 사이에 설계하여 취소한 부분적으로는 베르나르도 로셀리노가 시행에 나선 루첼라이 궁전, 오래된 피렌체 가문의 박물관이 위치한 다반차티 궁전, 1871년에 네오르네상스 양식으로 설계된 아시쿠라치오니 제네랄리 궁전, 13세기의 저택으로 1920년대 이래 신발 디자이너 살바토레 페라가모가 보유하고 있는 산타 트리니타 광장의 스피니 페로니 궁전을 비롯하여 보르게세 궁전, 비앙카 카펠로 궁전, 안티노리 궁전, 산타 마리아 노벨라의 왕궁 시설 등을 포함한다.

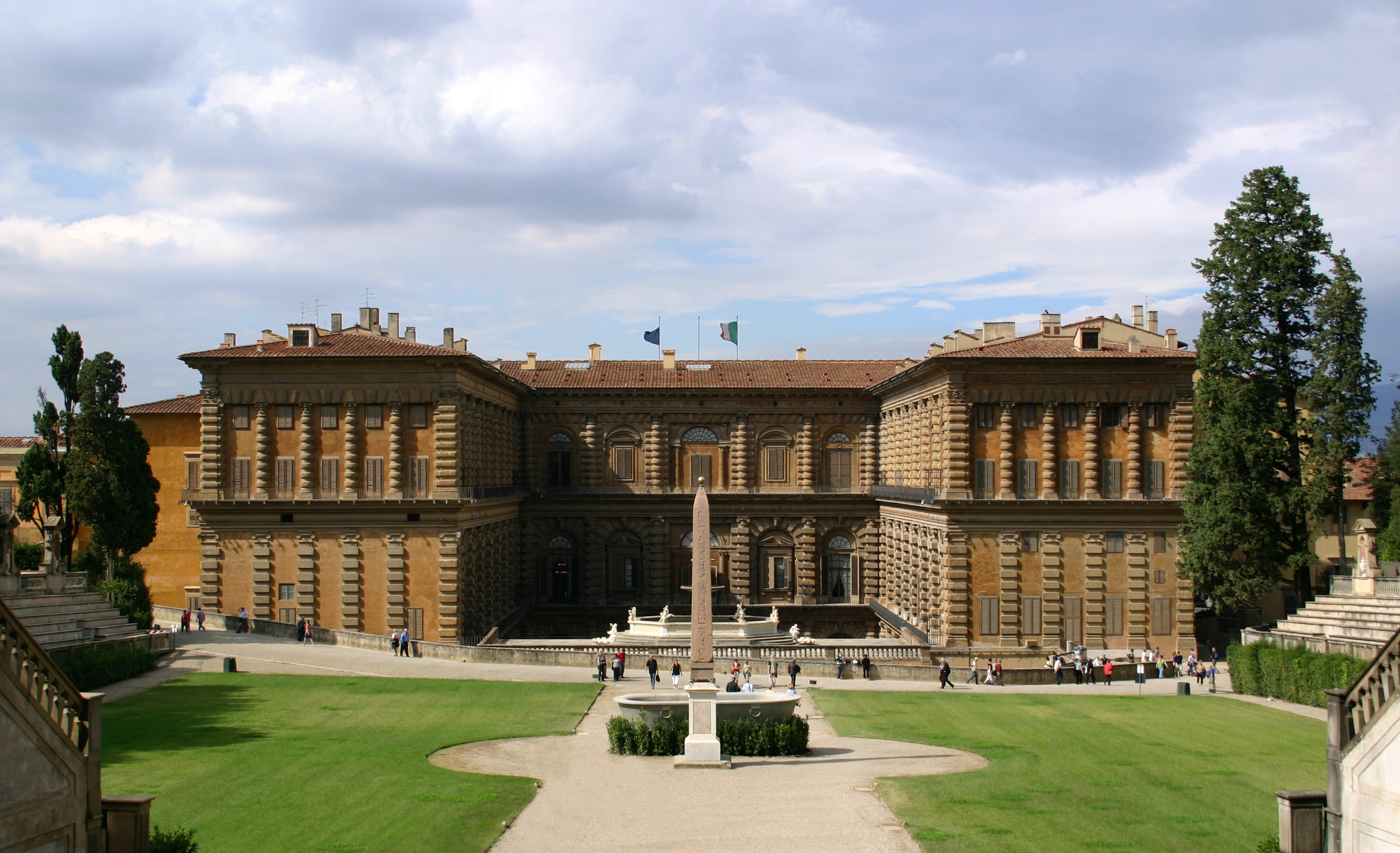
보볼리 정원에 있는 피티 궁전

피렌체는 수많은 박물관과 미술관들을 갖추고 있으며 이 시설들은 전세계에서 가장 중요한 예술품들을 일부 소장하고 있다. 피렌체는 전세계에서 르네상스 시대의 미적 그리고 건축적 중심지가 잘 보존된 곳 중 하나이며 예술, 건축, 문화에 깊은 집중을 두고 있다. 가장 많이 방문한 이탈리아 미술관 15곳 순위에, ⅔가 피렌체에 소재한 곳이었다. 우피치는 그 미술관들 중에 하나이며, 피렌체 및 전세계 등의 수많은 예술품들을 소장하고 있다. 우피치는 화파와 연대기 별로 구분된 여러 홀들로 구성되어 있다. 수세기에 걸쳐 메디치 가문이 수집한 미술품 때문에 만들어진 이곳은 다양한 화가들과 예술가들의 작품을 갖추고 있다. 바사리 회랑은 우피치를 통과하여 베키오 다리를 넘어가는, 베키오 궁전과 피티 궁전을 연결하기 위해 지어진 또 다른 갤러리이다. 아카데미아 미술관은 다비드를 포함한 미켈란젤로 컬렉션을 소장하고 있다. 또한 러시아 이콘 컬렉션과 여러 예술가 및 화가들의 작품들도 소장되어 있다. 그 밖의 박물관 및 미술관들에는 도나텔로, 잠볼로냐, 미켈란젤로 등을 포함한 예술가들의 조각품에 집중되어 있는 바르젤로 미술관, 메디치 가문의 옛 컬렉션의 일부를 소장하고 있는 피티 궁전 등이 있다. 메디치 컬렉션 외에도 피티 궁전에는 라파엘로, 티치아노 등의 여러 르네상스 미술품, 의상, 의전용 마차, 은제품, 자기류 등이 포함된 거대한 컬렉션, 18세기 때부터 거슬러 올라가는 현대 미술 전시장 등을 포함한다. 궁전 근처에는 공들여 꾸며진 풍경과 여러 조각품들을 갖춘 보볼리 정원이 있다.

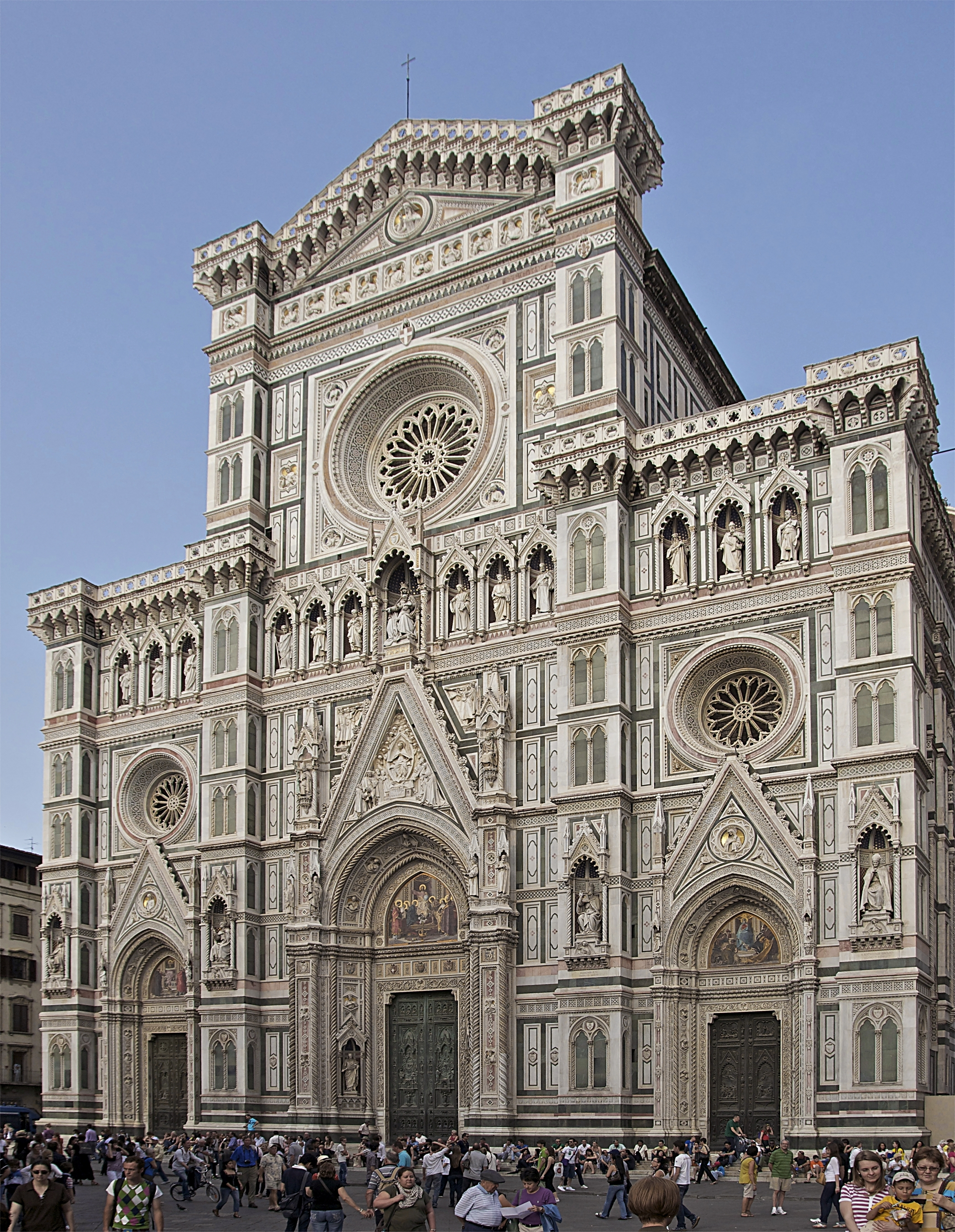
피렌체 대성당의 파사드

피렌체에는 각양각색의 교회 및 종교 시설들이 있다. 피렌체의 대성당은 산타 마리아 델 피오레이다. 대성당의 앞에 위치한 산 조반니 세례당은  대표적으로 로렌초 기베르티의 '천국의 문'등 여러 예술가들에 의해 장식되었다. 피렌체의 다른 교회들에는 산타 마리아 노벨라 광장 (산타 마리아 노벨라 역 근처)에 위치했으며 마사초, 파올로 우첼로, 필리피노 리피, 도메니코 기를란다요 등의 작품을 소장하고 있는 산타 마리아 노벨라 성당, 두오모에서 남동쪽 대략 800 미터 (2,600 피트) 지점인 산타 크로체 광장에 위치했고 미켈란젤로, 갈릴레오, 마키아벨리, 포스콜로, 로시니 등 저명한 이탈리아 인물들이 안치된 곳이며 이에 따라 이탈리아 영광의 교회(Tempio dell'Itale Glorie)로 알려진 피렌체의 프란치스코회 본당 교회인 산타 크로체 성당, 피렌체에서 가장 큰 교회 중 하나이며 피렌체 시장 구역 정중앙에 위치해 있고 코시모 일 베키오부터 코시모 3세에 이르는 메디치 가문의 주요 인사들이 안치된 산 로렌초 성당, 오틀라르노 구역에 위치했고 동명의 광장과 마주하고 있으며 현재는 철거된 산 미켈레 수도원의 채원 터에 지어진 산토 스피리토 성당, 로마 가톨릭교회의 성당으로 마리아의 종 수녀회의 모원(母院)인 산티시마 안눈치아타 성당, 비천 수도파에 의해 설립되었으며 피렌체에 건설된 바로크 건축의 첫 본보기 중 하나인 오니산티 성당, 피렌체의 오틀라르노 구역에 있으며 마사초, 마솔리노 다 파니칼레, 필리피노 리피 등이 제작한 저명한 르네상스 시대 프레스코화를 소장하고 있는 브란차키 예배당이 위치한 산타 마리아 델 카르미네 성당, 산 로렌초 성당 내에 있으며 미켈란젤로의 조각들을 갖춘 메디치 예배당 등이 있으며 그 외에도 산타 트리니타 성당, 산타 마르코 성당, 산타 펠리치타 성당, 바디아 피오렌티나, 산 가에타노 성당, 산 미니아토 알 몬테 성당, 피렌체 카르투시오회 수도원, 산타 마리아 델 카르미네 성당 등이 있다. 피렌체에는 그 밖에도 예수 탄생 러시아 정교회 성당, 19세기에 지어진 피렌체 대시나고그 등도 존재한다.
피렌체에는 다양한 극장과 영화관들이 위치해 있다. 팔라초 델로 스트로치노의 오데온 영화관(Odeon Cinema)은 피렌체에서 가장 오래된 영화관 중 한 곳이다. 1920년에서 1922년 사이에 팔라초 델로 스트로치노 좌측 건물에 지어진 이곳은 '시네마 테아트로 사보이아 (사보이아 영화관)으로 한때 불렸고, 이후에 '오데온'이라 불리게 됐다. 도시 중심부의 페르골라 거리에 위치한 페르골라 극장은 17세기에 지어진 오페라 극장이다. 또 다른 극장에는 본래 야외 극장(Politeama Fiorentino Vittorio Emanuele)으로 건설되어 도니체티의 '람메르무어의 루치아'로 182년 5월 17일에 개장했으며 6,000명의 규모를 자랑했던 피렌체 시립 극장 ('Teatro del Maggio Musicale Fiorentino')이 있다. 그 밖에 살론치노 카스티넬리, 테아트로 푸치니, 테아트로 베르디, 테아트로 골도니, 테아트로 니콜리니 등의 극장이 있다.

### 산타 마리아 델 피오레 대성당
피렌체 대성당, 공식 명칭 카테드랄레 디 산타 마리아 델 피오레는 이탈리아 피렌체시의 대성당이다. 1296년에 아르놀포 디 캄비오의 설계에 따라 고딕풍으로 착공되었다가 필리포 브루넬레스키가 설계한 돔이 추가되며 1436년에 완공되었다.

### 광장, 거리, 공원

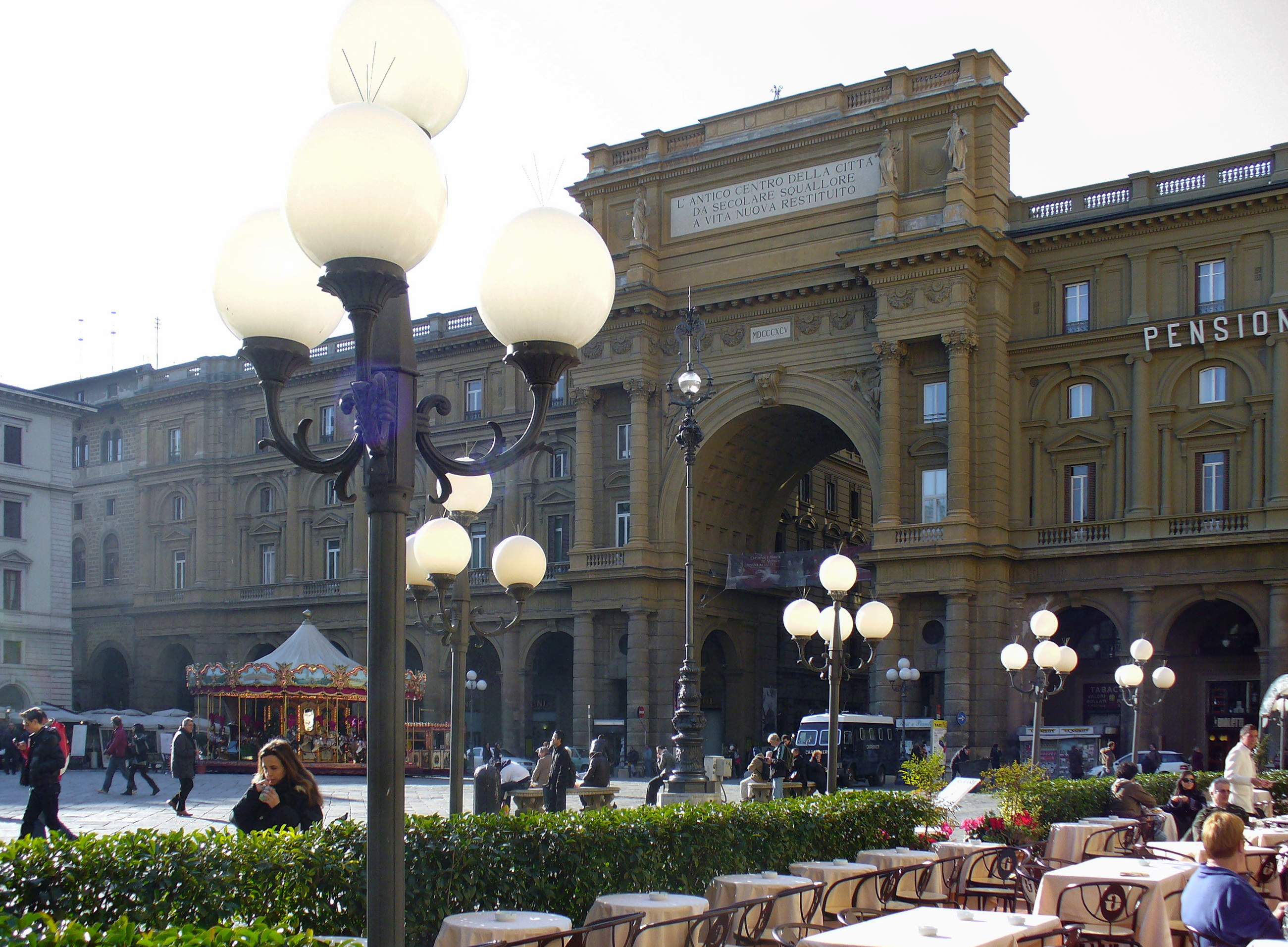
레푸블리카 광장

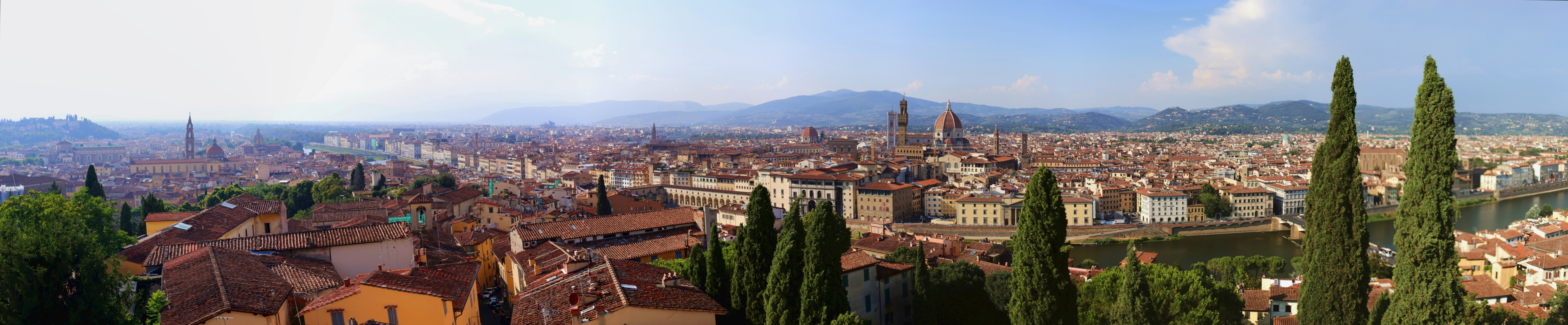
바르디니 정원에서 촬영한 피렌체 전경 (파노라마 합성사진)

앞서 언급한 기념물들 외에, 피렌체는 여러 주요 광장 (피아차)과 거리가 있다. 레푸블리카 광장은 도시 중심부에 있는 광장으로, 카페와 중산층의 저택들이 위치한 곳이다. 이곳에 있는 카페들 (Caffè Gilli, Paszkowski 또는 the Hard Rock Cafè) 중에, 지우베 로세 카페는 오랜 기간 예술가들과 작가들의 만남의 장소였으며 대표적으로 미래주의 성향의 예술인들이 애용하였다. 그 외에는 산타 크로체 광장이 있다. 산타 크로체 성당이 두드러진 이곳은 도시 중심부에 위치한 직사각형 광장이며 매년 칼초 피오렌티노가 열린다. 아르노강 근처에 있는 산타 트리니타 광장이 있는데 이곳에서 토르나부오니 거리가 끝이 난다.

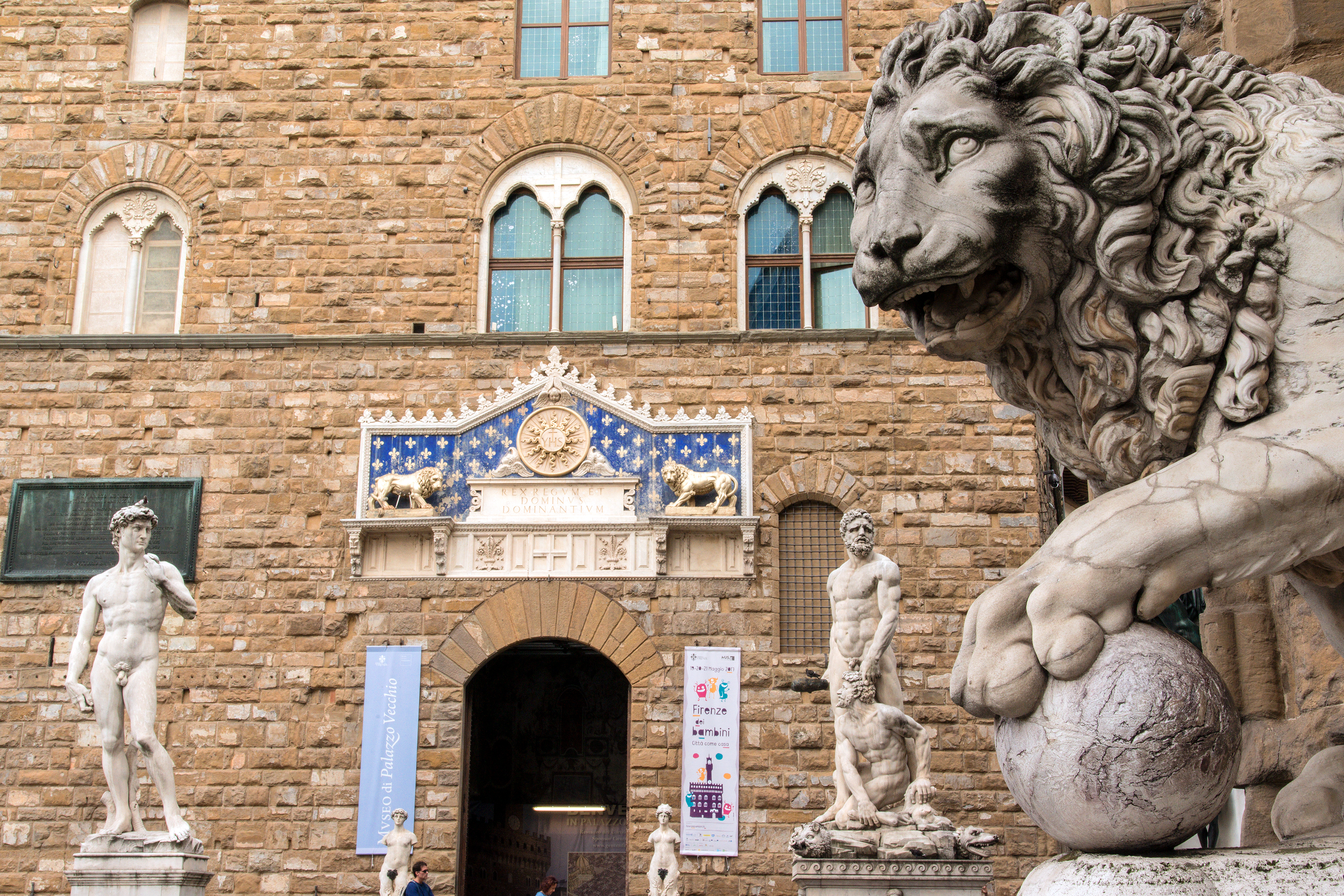
시뇨리아 광장에 있는 다비드와 그 외의 조각상 모조품

다른 광장으로는 산 마르코 광장, 산타 마리아 노벨라 광장, 베카리아 광장, 리베르타 광장이 있다. 피렌체 역사 지구에는 몇몇 거리들이 있다. 이러한 거리에는 피렌체 역사 지구의 북쪽 지역 주요 도로 중 하나인 카밀로 카보우르 거리, 피렌체에서 가장 긴 도로 중 하나인 기벨리나 도로, 두오모 광장과 시뇨리아 광장을 연결하는 역사 지구의 주요 도로 중 하나인 칼차이우올리 거리, 안티노리 광장에서 시작하여 패션 부티크로 유명한 산타 트리니타 광장을 가로질러 산타 트리니타 다리로 이어지는 피렌체 내 럭셔리 거리인 토르나부오니 거리, 피렌체 역사 지구의 북쪽을 둘러싸고 있는 6차선 불바르인 비알리 디 치르콘발라치오네 등이 있으며 그 밖에 로마 거리, 델리 스페찰리 거리, 체르레타니 거리, 비알레 데이 콜리가 있다.
피렌체는 여러 공원과 정원이 있다. 여기에는 보볼리 정원, 카시네 공원, 바르디니 정원, 셈플리치 식물원이 있다.

## 스포츠

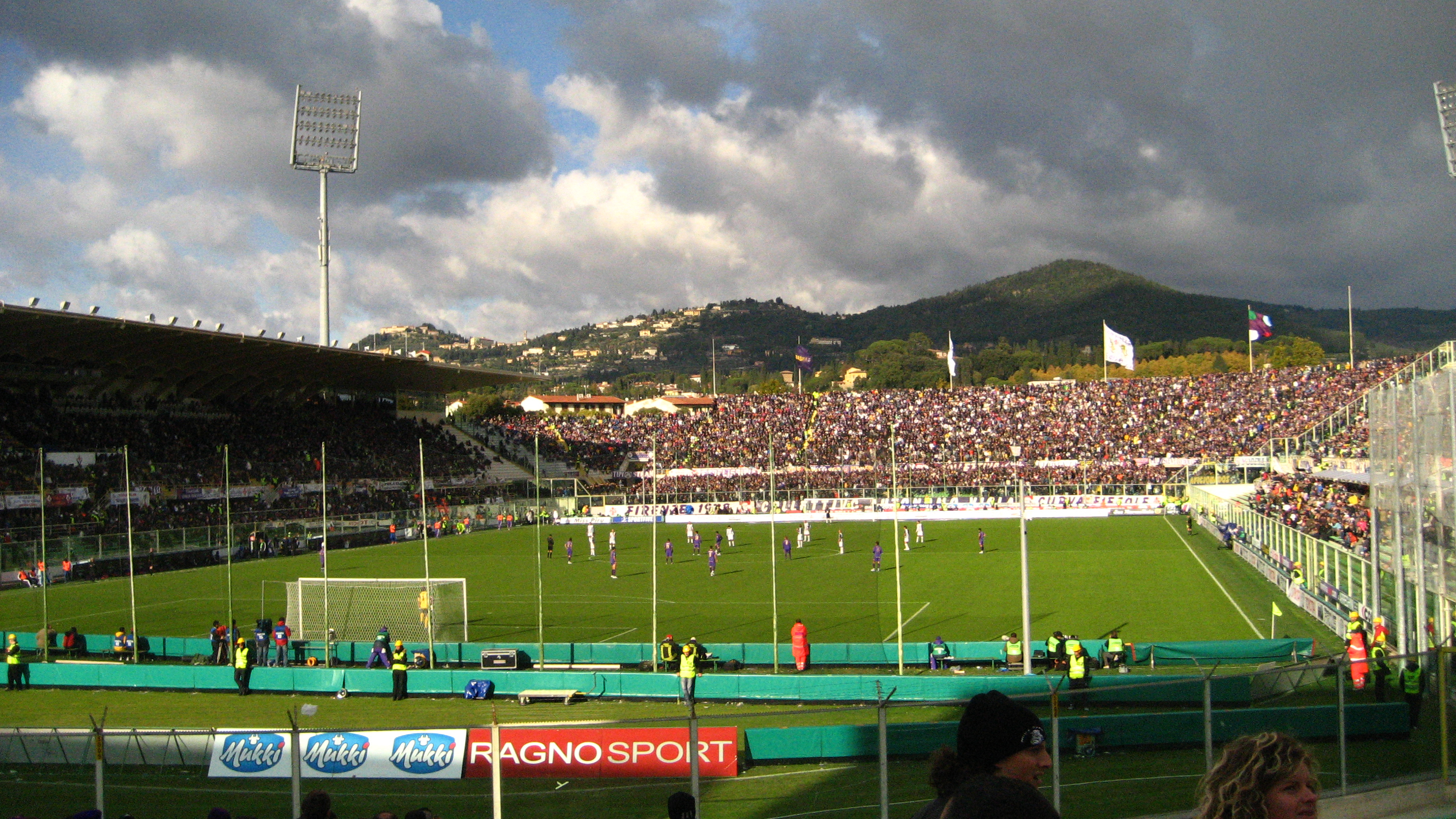
스타디오 아르테미오 프란키

축구 스포츠 종목에 있어서, 피렌체는 이탈리아 프로 축구에서 최상위 리그인 세리에 A에 출전하는 ACF 피오렌티나로 대표된다. 피오렌티나는 1926년 창단 이래로 1956년과 1969년에 두 차례 이탈리아 축구 선수권 대회 그리고 여섯 차례 컵 대회를 우승한 바 있다. 수용 인원 47,282명 규모의 스타디오 아르테미오 프란키에서 경기를 치른다. 피오렌티나의 여성 팀인 ACF 피오렌티나 페미니엘레는 2016–17 시즌 이탈리아 여자 축구 선수권 대회에서 우승 경력이 있다.
피렌체는 콘베르차노에 이탈리아 축구 국가대표팀의 주 훈련장과 이탈리아 축구 협회의 기술 부서 등이 모여있는 센트로 테크니노 페데랄레 디 콘베르차노가 위치해 있다.
피렌체는 2013년 세계 도로 자전거 경기 선수권 대회의 개최 도시들 중 하나였다. 또한 가장 지로 디탈리아를 개최하기도 했으며, 가장 최근에는 2017년 때이었다.
2017년 이래로 피렌체는 이탈리아 럭비 유니언 리그 체제의 최상위 수준 리그인 에첼렌차(Eccellenza)에 2015년에 I Cavalieri (프라토 연고지 팀) 그리고 Firenze Rugby 1931 등이 합병하여 만들어진 이 메디케이(I Medicei)를 통해 모습을 보이고 있다. 이 메디케이는 2016–17년에 세리에 A 대회를 우승하여 2017–18 시즌 에첼렌차로 승격하였다.
라리 낭트 플로렌티아는 피렌체를 연고로 하는 수구 팀으로, 남성팀과 여성팀 모두 몇 차례 이탈리아 선수권 대회 우승 경력이 있고 여성팀의 경우에는 유럽 선수권에서도 우승한 바 있다.

## 교통

### 차량
피렌체 중심부는 통과교통 (通過交通)이 제한되어 있고, 버스, 택시, 그리고 허가를 받은 차량 등만이 허용되고 있다.  이 지역은 흔히 ZTL (Zona Traffico Limitato)이라 일컬어지며, 여러 개의 하위 구역으로 구분되어 있다. 이에 따라 한 구역의 주민은 자신의 구역과, 경우에 따라 인접한 일부 구역에서만 운전할 수 있다. 허가가 없는 차량은 오후 7:30 이후이나 오전 7:30 이전에만 진입이 가능하다. 이 교통 규칙은 관광객들이 가득한 여름 기간에 변경이 이뤄지며, 출입 가능 구역에 더 많은 제한이 이뤄진다.

### 노면전차

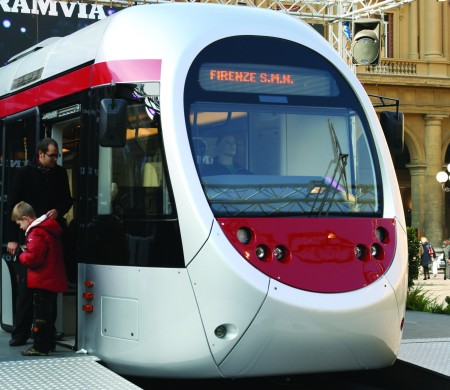
피렌체의 노면전차 시리오

노면전차 노선 지도

피렌체의 대기 오염과 차량 교통을 줄이기 위한 노력으로, '트람비아'(Tramvia)라는 다중 노선 노면전차가 건설 중에 있다. 첫 번째 노선은 2010년 2월 14일에 개통되었고 피렌체의 주요 도시 간 기차역 (산타 마리아 노벨라 역)을 남서쪽의 교외 지역 스칸디치와 연결하고 있다. 노선 길이는 7.4 km (4 5⁄8 mi)이고 14개 정차역이 있다. 두 번째 노선 건설은 2011년 11월 5일에 시작되었으며, 계약자 문제로 중단되었다가 2014년에 재개되어 2019년 2월 11일에 개통되었다. 이 두 번째 노선은 피렌체 공항을 파랜채 중심부와 연결하고 있다. 세 번째 노선 (산타 마리아 노벨라 역에서부터 피렌체의 핵심 병원 시설들이 위치한 카레지 지역까지) 역시도 건설 중에 있다.

### 공항

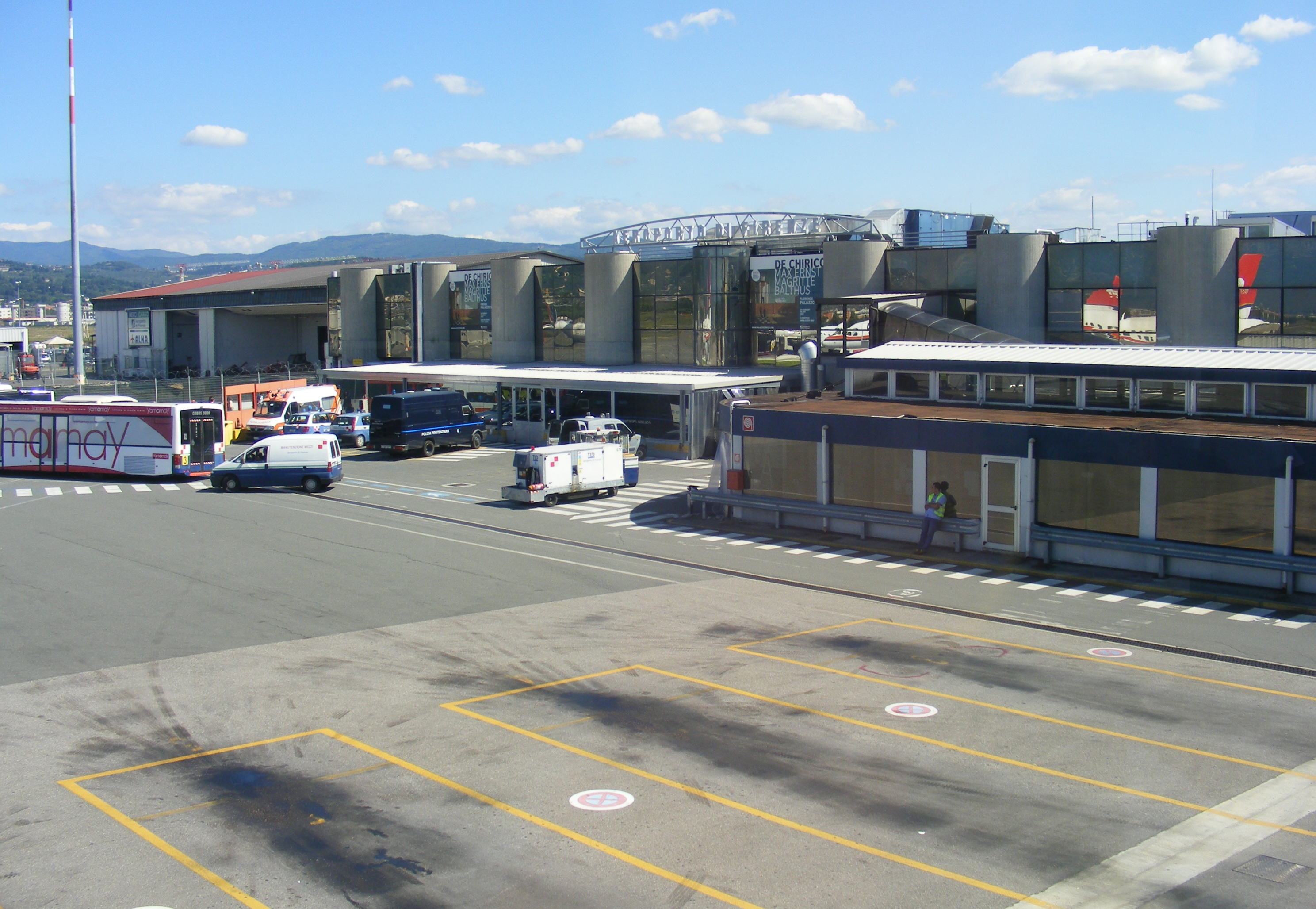
피렌체 공항

피렌체 공항 일명 페레톨라 공항(Peretola)은 토스카나 지방의 주요 공항 두 개 중 하나이지만 민간선이 널리 사용하지는 않는다. 토스카나 지방의 그 외 공항으로는 피사의 피사 국제공항이 있다.

### 기차역
산타 마리아 노벨라 역은 피렌체의 주요 국내 및 국제선 기차역이며 매년 590만 명이 이용하고 있다. 조반니 미켈루치가 설계한 역사 건물은 '이탈리아 합리주의' 양식으로 지어졌고 이탈리아 내 주요 합리주의 양식 건축물 중 하나이다. 르네상스 군사 건축물의 정수인 포르테차 다 바소, 그리고 비알리 디 치르콘발라치오네 인근인 '스타치오네 광장'(Piazza della Stazione), 기차역의 이름이 붙은 산타 마리아 노벨라 성당 앞에 위치했다. 이탈리아의 주요 도시들로 향하는 여러 고속 열차뿐만 아니라 피렌체는 오스트리아의 철도 ÖBB가 운영하는 국제 야간 열차 역시도 운영된다.
주요 버스 정류장은 산타 마리아 노벨라역 옆에 있다. 트렌이탈리아가 피렌체 도심 내, 그리고 주변 이탈리아와 유럽의 기차역을 가로 지르는 기차를 운영하고 있다. 중앙역인 산타 마리아 노벨라 역은 두오모 광장에서 북서쪽 대략 500m 거리에 있다. 그 외의 주요 역은 캄포 디 마르테역과 리프레디역이 있다. 가장 운행이 많은 노선에는 피렌체-피사, 피렌체-비아레조, 피렌체-아레초 (로마로 이어지는 핵심 노선 포함) 등이 있다. 그 외의 지역 열차들이 피렌체를 무젤로의 보르고산로렌초 그리고 시에나를 연결하고 있다.
새로운 고속 철도 역이 건설 중에 있고 2015년 쯤 운영하기로 되어 있다. 이 역은 두 번째 트램 노선을 통해 베스푸치 공항과 산타 마리아 노벨라 역, 도시 중심부를 연결하기로 계획되어 있다. 건축사 포스터 앤드 파트너스 그리고 란치에티 파살레바 조르도 앤드 어소시에이츠 등이 이 새 역사를 설계했다.

## 교육

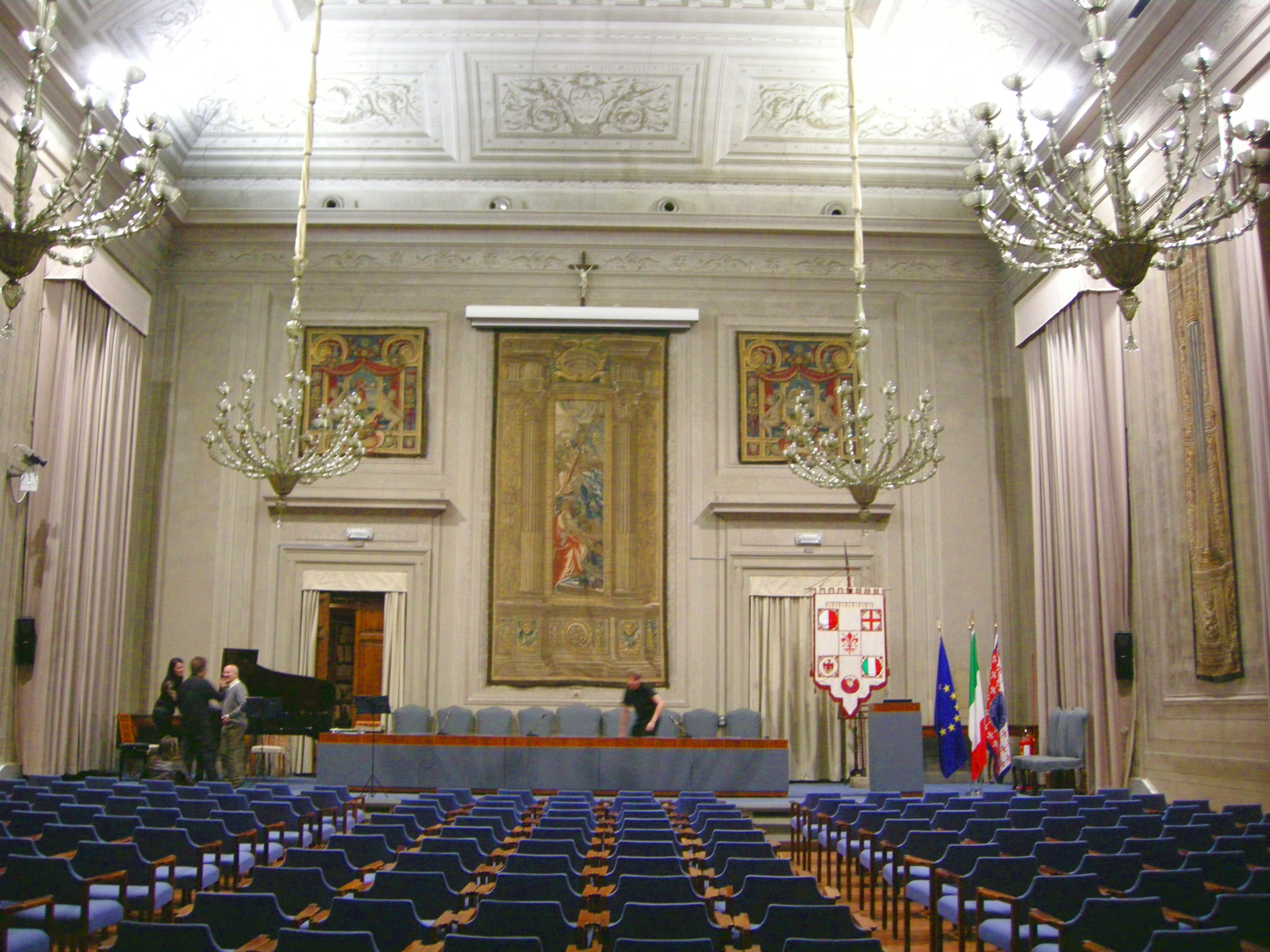
피렌체 대학교의 강당

피렌체 대학교는 1321년에 처음으로 세워졌고, 1349년 교황 클레멘스 6세에게 인가되었다. 2019년 기준, 50,000명이 넘는 학생들이 대학에 등록되어 있다. 유럽대학원은 1976년 이래로 피에솔레 교외를 기반으로 하고 있다. 일부 미국의 대학교들은 피렌체에 캠퍼스를 두고 있으며, 여기에는 뉴욕 대학교, 메리스트 대학, 페퍼다인, 스탠퍼드, 플로리다 주립대, 켄트 주립대, 제임스 매디슨 등이 있다. 하버드 대학교의 이탈리아 르네상스 연구학회 본부가 빌라 이 타티에 거점을 두고 있다.
외국인들에게 이탈리아어와 문화를 가르치는 사립 학교인 센트로 마키아벨리는 피렌체의 산토 스피리토 광장에 위치했다.

## 출신 유명 인물들

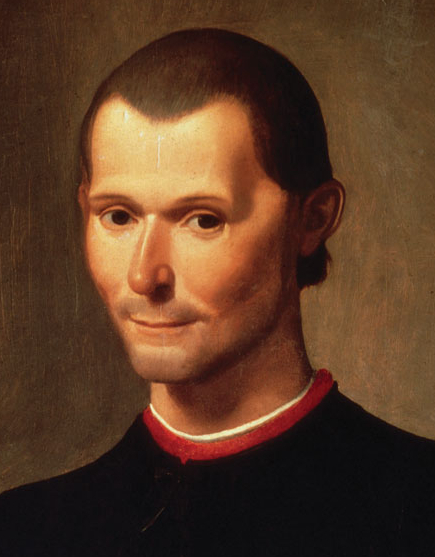
니콜로 마키아벨리

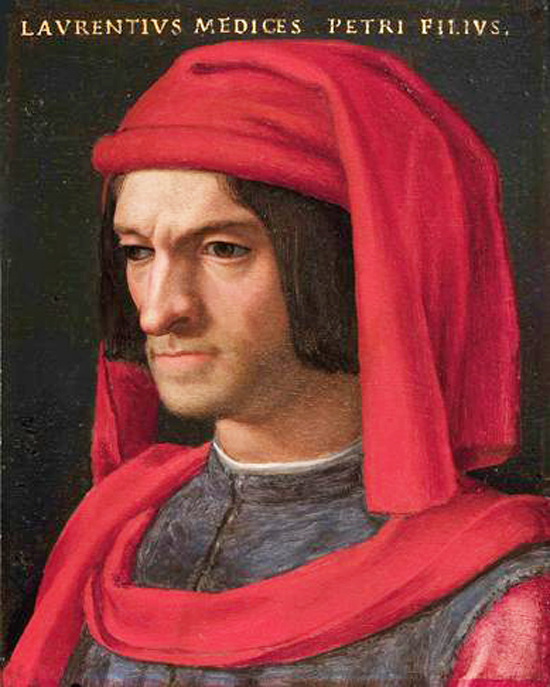
로렌초 데 메디치

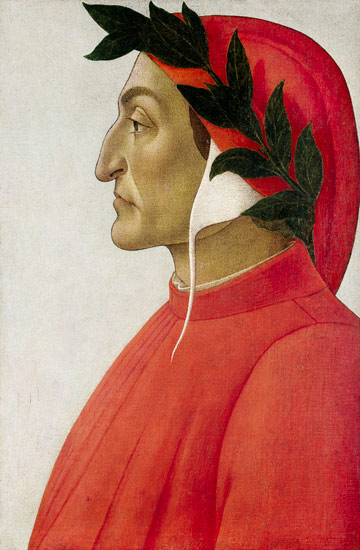
단테 알리기에리

- 해럴드 액턴 경 - 작가, 예술 애호가
- 요안니스 아르기로풀로스 - 학자
- 레온 바티스타 알베르티 - 박식가
- 단테 알리기에리 - 시인
- 조반니 보카치오 - 시인
- 발다사레 보나이우티 - 14세기 연대기 작가
- 산드로 보티첼리 - 화가
- 아우렐리아노 브란돌리니 - 농학자이자 개발 협력 학자
- 로버트 브라우닝과 엘리자베스 바렛 브라우닝 - 19세기 잉글랜드인 시인
- 필리포 브루넬레스키 - 건축가
- 미켈란젤로 부오나로티 - 시스티나 예배당 천장화와 다비드 상의 조각가, 화가, 작가
- 프란체스코 카사그란데 - 사이클리스트
- 로베르토 카발리 - 패션 디자이너
- 카를로 콜로디 - 작가
- 엔리코 코베리 - 패션 디자이너
- 도나텔로 - 조각가
- 오리아나 팔라치 - 언론인이자 작가
- 살바토레 페라가모 - 패션 디자이너이자 신발 제작자
- 마이크 프랜시스 (프란체스코 푸초니) - 가수이자 작곡가
- 실파 비라스리 (코라도 페로치) - 조각가, 실파코른 대학교 설립자. 또한 태국의 현대 미술 주요 형태를 만듦.[87]
- 프레스코발디 가 - 유명 은행가들과 와인 제작자
- 갈릴레오 갈릴레이 - 이탈리아의 물리학자, 천문학자, 철학자
- 조토 - 14세기 초 화가, 조각가, 건축가
- 로렌초 기베르티 - 조각가
- 구초 구치 - 구찌 브랜드 창시자
- 로버트 로웰 - 시인
- 니콜로 마키아벨리 - 시인, 철학자, 정치 이론가, 《군주론》과 《로마사 논고》의 작가
- 마사초 - 화가
- 로즈 맥고언 - 피렌체 출신의 배우
- 메디치 가
- 지롤라모 메이 - 역사가이자 인본주의자
- 안토니오 메우치 - 전화기 발명가
- 플로렌스 나이팅게일 - 현대 간호학의 개척자이자, 통계학자
- 비르지니아 올도이니 - 카스틸리오네의 여백작이자, 초기 사진작가, 비밀요원이자 창녀
- 발레리오 프론폰다발레 - 플랑드르 화가
- 라파엘로 - 화가
- 안나 사르파티 - 아동 작가
- 지롤라모 사보나롤라 - 개혁가
- 아드리아나 세로니 - 정치인
- 조반니 스파돌리니 - 정치인
- 안토니오 스콰르찰루피 - 오르간 연주가이자 작곡가
- 에반젤리스타 토리첼리 - 이탈리아의 물리학자
- 조르조 바사리 - 화가, 건축가, 역사가
- 아메리고 베스푸치 - 탐험가, 지도제작자
- 레오나르도 다 빈치 - 박식가
- 리사 델 조콘도 - 모나리자의 모델

## 국제 관계

### 자매 도시
피렌체는 다음의 도시들과 자매 결연 중이다:
- 팔레스타인 베들레헴
- 헝가리 부다페스트
- 독일 드레스덴
- 영국 에든버러
- 모로코 페스
- 이란 이스파한
- 독일 카셀
- 우크라이나 키이우
- 쿠웨이트 쿠웨이트시티
- 일본 교토
- 중국 난징
- 이스라엘 나자렛
- 미국 필라델피아
- 멕시코 푸에블라
- 프랑스 랭스
- 라트비아 리가
- 브라질 사우바도르
- 오스트레일리아 시드니
- 알바니아 티라나
- 핀란드 투르쿠
- 스페인 바야돌리드

### 그 외 협력 도시
피렌체는 다음 도시들과 친선 관계이다:
- 페루 아레키파
- 프랑스 칸
- 일본 기후시
- 대한민국 전주
- 폴란드 크라코프
- 스웨덴 말뫼시
- 중국 닝보시
- 프랑스 포르토베키오
- 미국 프로비던스
- 에스토니아 탈린

## 같이 보기
- 분류:피렌체의 건축물
- 피렌체 (영화)